# تایلند
تایلَند (به تایلندی: ประเทศไทย) با نام رسمی پادشاهی تایلند (به تایلندی: ราชอาณาจักรไทย) و نام پیشین سیام، کشوری در شبه‌جزیره هندوچین واقع در جنوب شرقی آسیاست. تایلند از شمال غربی و غرب با میانمار و از شمال شرقی و شرق با لائوس و از جنوب شرقی با کامبوج و از جنوب با مالزی همسایه است. زبان رسمی آن تایلندی و پایتخت و پرجمعیت‌ترین شهر آن بانکوک است. نام تایلند در زبان مردم محلی برگرفته از دو لغت Thai و Land می‌باشد که به معنای سرزمین مردمان آزاد یا همان قوم تای است. جمعیت این کشور در سال ۲۰۲۰، ۶۹٬۷۷۸٬۰۰۰ نفر بوده است.
تایلند به‌دلیل شکل جغرافیایی‌اش، گاه به شکل فیل دامبو تشبیه می‌شود. این کشور در مجموع بیش از ۱۴۳۰ جزیره دارد که بزرگ‌ترین آن‌ها جزیرهٔ پوکت به‌شمار می‌آید.
تایلند هیچ‌گاه در تاریخ خود به‌طور رسمی مستعمرهٔ قدرت‌های اروپایی نشد و امروزه دارای نظامی با ساختار سلطنت مشروطه است. پادشاه کنونی این کشور، ماها واجیرالونگکورن است. تاریخ تایلند شامل دوره‌های پادشاهی‌های متعدد، از جمله سوخوتای و آیوتایا، بوده که نقش مهمی در شکل‌گیری هویت ملی این کشور داشته‌اند.
مردم تایلند به‌خاطر روحیهٔ مهمان‌نوازی و لبخندهای خود شهرت دارند و به همین دلیل تایلند را «سرزمین لبخندها» نیز می‌نامند. اکثریت جمعیت این کشور پیرو آیین بودا هستند و زبان رسمی آن‌ها تایلندی است. فرهنگ تایلند با جشنواره‌های متعددی مانند سونگکران (جشن سال نو) و هنرهای سنتی مانند موی تای، هنر رزمی ملی، شناخته می‌شود.
از نظر اقتصادی، تایلند یک کشور تازه‌صنعتی‌شده به‌شمار می‌رود که گردشگری در آن سهم مهمی از تولید ناخالص داخلی را تشکیل می‌دهد. همچنین کشاورزی، به‌ویژه کشت برنج، و صنایع الکترونیک از دیگر بخش‌های کلیدی اقتصاد این کشور هستند.
سواحل خلیج تایلند و دریای آندامان تایلند را به هشتمین کشور در رتبه‌بندی گردشگری جهان بدل کرده است هرچند که کارگران جنسی در این شکوفایی قطب گردشگری بی تأثیر نبودند.
قوم‌های تای از سدهٔ ششم تا یازدهم میلادی از جنوب‌غرب چین به این منطقه مهاجرت کردند. تا پیش از سلطهٔ کامل تای‌ها، نواحی مختلف تایلند زیر نفوذ پادشاهی‌های خمر، مون‌ها و دولت‌های مالایی بود. از میان دولت‌های تای، پادشاهی‌های سوخوتای، لان نا و آیوتایا اهمیت یافتند. تماس با اروپا از سال ۱۵۱۱ و با ورود هیئت پرتغالی به آیوتایا آغاز شد. آیوتایا تا سدهٔ هجدهم قدرتی منطقه‌ای شد، اما در جنگ با برمه نابود شد. شاه تاکسین بزرگ تایلند را دوباره متحد ساخت و پادشاهی تون‌بوری را بنیاد نهاد، که تنها تا ۱۷۸۲ پایید. سپس رامای اول دودمان چاکری را بنیان نهاد که تا امروز ادامه دارد.
در دوران استعمار، سیام توانست از سلطهٔ مستقیم قدرت‌های غربی در امان بماند، گرچه ناگزیر به دادن امتیازهای نابرابر شد. در دوران سلطنت چولالونگکورن (رامای پنجم)، اصلاحات ساختاری صورت گرفت و حکومت به سامانهٔ پادشاهی مطلقه مدرن تبدیل شد. در جنگ جهانی اول سیام به متحدان پیوست تا از این راه امتیازات استعماری کاسته شود. با انقلاب بدون خونریزی سال ۱۹۳۲، تایلند به پادشاهی مشروطه تبدیل و نام رسمی کشور از سیام به تایلند تغییر یافت. در جنگ جهانی دوم، متحد ژاپن شد. در دههٔ ۱۹۵۰، کودتای ساریت تانات جایگاه سنتی پادشاهی را در سیاست تقویت کرد. در دوران جنگ سرد، تایلند متحد عمدهٔ ایالات متحده در منطقه و عضو سیتو بود.
جز در دوره‌هایی کوتاه از دموکراسی در دهه‌های ۱۹۷۰ و ۱۹۹۰، کشور میان حکومت‌های نظامی و غیرنظامی در نوسان بوده است. از دههٔ ۲۰۰۰، بحران سیاسی میان حامیان و مخالفان نخست‌وزیر تاکسین شیناواترا، به دو کودتا در ۲۰۰۶ و ۲۰۱۴ و تدوین قانون اساسی تازه انجامید. انتخابات ۲۰۱۹ حکومتی دموکراتیک پدیدآورد، اما در عمل، نفوذ ارتش به‌واسطهٔ قانون اساسی باقی ماند. اعتراض‌های گستردهٔ ۲۰۲۰–۲۰۲۱ خواهان اصلاحات بنیادین، از جمله در نهاد پادشاهی بودند.
تایلند یک قدرت میانه در روابط بین‌الملل، بنیان‌گذار آسه‌آن و دومین اقتصاد بزرگ جنوب شرق آسیاست. این کشور با اتکا به تولید صنعتی، کشاورزی و گردشگری به‌عنوان یک اقتصاد تازه‌صنعتی شناخته می‌شود.

## جغرافیا

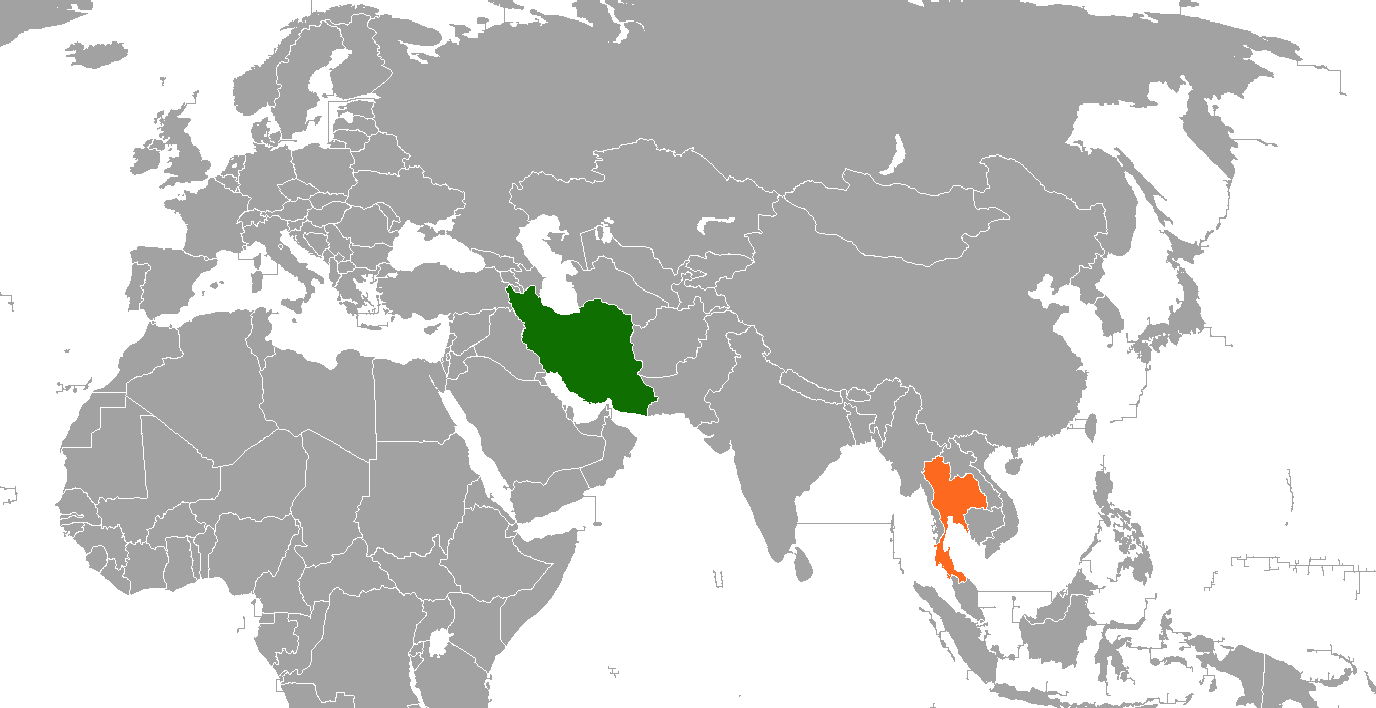
موقعیت تایلند در مقایسه با ایران در آسیا. برای رسیدن از راه زمینی از ایران به تایلند باید به ترتیب از پاکستان، هند، بنگلادش و میانمار گذشت.

تایلند کشوری در جنوب شرق آسیا با وسعتی حدود ۵۱۳٬۱۲۰ کیلومتر مربع است که جمعیتی نزدیک به ۶۹ میلیون نفر را در خود جای داده است. این کشور در موقعیت جغرافیایی ۱۵ درجه عرض شمالی و ۱۰۰ درجه طول شرقی در نیمکره شمالی قرار دارد و از غرب و شمال با میانمار، از شمال و شمال شرق با لائوس، از جنوب شرق با کامبوج و از جنوب با مالزی هم‌مرز است. تایلند دارای ۴۸۶۴ کیلومتر مرز زمینی و ۳۲۱۹ کیلومتر مرز دریایی است.
تایلند که از نظر وسعت با اسپانیا یا فرانسه قابل مقایسه است، از دو بخش جغرافیایی اصلی تشکیل شده است: بخش بزرگ‌تر در شمال و بخش باریک شبه‌جزیره‌ای در جنوب. این کشور از غرب با میانمار، از شمال و شرق با لائوس، از جنوب‌شرق با کامبوج و از جنوب با خلیج تایلند هم‌مرز است. بخش جنوبی آن در امتداد شرق شبه‌جزیره مالایا تا مرز مالزی در عرض جغرافیایی حدود ۶ درجه شمالی ادامه می‌یابد.
آب‌وهوای این کشور گرمسیری و دارای سه فصل متمایز است: فصل گرم و خشک از مارس تا مه ادامه دارد و میانگین دما در این دوره ۳۴ درجهٔ سلسیوس با رطوبت ۷۵٪ است؛ فصل بارانی از ژوئن تا اکتبر با میانگین دمای ۲۹ درجه و رطوبت ۸۷٪؛ و فصل خنک از نوامبر تا فوریه که دما بین ۲۰ تا ۳۲ درجهٔ سلسیوس متغیر است.
منابع طبیعی تایلند شامل کائوچو، قلع، تنگستن، الوار چوبی، سرب، سنگ گچ، زغال‌سنگ، فلوراید و زمین‌های کشاورزی حاصل‌خیز است.
این کشور از چند منطقه جغرافیایی متمایز تشکیل شده که تا حدی با گروه‌بندی‌های استانی هم‌پوشانی دارند. شمال کشور ناحیه‌ای کوهستانی در بلندی‌های تایلند است که بلندترین نقطهٔ آن دوی اینتانون با ارتفاع ۲٬۵۶۵ متر (۸٬۴۱۵ فوت) از سطح دریا در رشته‌کوه تانون تونگ چای قرار دارد. شمال‌شرق یا ایسان (تایلند)، شامل فلات کورات است که از سمت شرق به مکونگ محدود می‌شود. مرکز کشور عمدتاً توسط دشت پهناور رود چائو پرایا شکل گرفته که به خلیج تایلند می‌ریزد. جنوب تایلند از برزخ کرا تشکیل شده که به‌تدریج به شبه‌جزیره مالایی گسترش می‌یابد.
رودخانه‌های چائو پرایا و مکونگ جریان‌های آبی حیاتی در نواحی روستایی تایلند به‌شمار می‌آیند. تولیدات کشاورزی در مقیاس صنعتی از این دو رود و شاخه‌های فرعی آن‌ها بهره می‌برد. خلیج تایلند با مساحت ۳۲۰٬۰۰۰ کیلومتر مربع (۱۲۴٬۰۰۰ مایل مربع)، به‌وسیله رودهای چائو پرایا، مائه کلونگ، بنگ پاکونگ و تاپی تغذیه می‌شود. این خلیج به‌دلیل آب‌های کم‌عمق و شفاف خود در نواحی جنوبی، به بخش گردشگری کشور کمک می‌کند. ساحل شرقی خلیج، بندر آب‌عمیق اصلی کشور در ناحیه ساتاهیپ و پرترددترین بندر تجاری یعنی لائم چابانگ را در خود جای داده است. استان پوکت، استان کرابی، رانونگ، پهانگ نگا و استان ترانگ و جزایر وابسته، همگی در سواحل دریای آندامان قرار دارند.

### اقلیم

نقشه اقلیمی کوپن در تایلند

اقلیم تایلند تحت تأثیر بادهای موسمی فصلی است (موسم جنوب‌غربی و شمال‌شرقی).: ۲  بیشتر مناطق کشور بر پایه سامانه طبقه‌بندی اقلیمی کوپن دارای اقلیم گرم‌دشت حاره‌ای هستند. بیشتر مناطق جنوبی و همچنین نوک شرقی کشور دارای اقلیم موسمی حاره‌ای هستند و برخی بخش‌های جنوبی دارای اقلیم جنگل‌های بارانی گرمسیری می‌باشند.
سال در تایلند به سه فصل تقسیم می‌شود.: ۲  نخست، فصل بارانی یا موسم جنوب‌غربی (اواسط مه تا اواسط اکتبر) است که ناشی از بادهای جنوب‌غربی از اقیانوس هند است.: ۲  بارش‌ها همچنین تحت تأثیر منطقه همگرایی درون‌گرمسیری (ITCZ) و چرخندهای گرمسیری هستند،: ۲  و پرباران‌ترین دوره سال معمولاً ماه‌های اوت و سپتامبر است.: ۲  میانگین بارش سالانه در کشور بین ۱٬۲۰۰ تا ۱٬۶۰۰ میلیمتر (۴۷ تا ۶۳ اینچ) است.: ۴ 
زمستان یا موسم شمال‌شرقی از اواسط اکتبر تا اواسط فوریه روی می‌دهد: ۲  که طی آن بیشتر نقاط کشور آب‌وهوایی خشک و دمایی معتدل دارند.: ۲٬۴  تابستان یا پیش‌موسم از اواسط فوریه تا اواسط مه است.: ۳ 
موقعیت درون‌قاره‌ای و عرض جغرافیایی، باعث شده که شمال، شمال‌شرق، مرکز و شرق تایلند دوره‌ای طولانی از گرمای شدید را تجربه کنند که دما در آن می‌تواند در ماه‌های مارس تا مه به ۴۰ درجه سلسیوس (۱۰۴ درجه فارنهایت) برسد،: ۳  در حالی‌که در زمستان در برخی مناطق، دما به زیر ۰ درجه سلسیوس (۳۲ درجه فارنهایت) نیز می‌رسد.: ۳ 
جنوب تایلند در تمام سال دارای آب‌وهوای ملایم‌تری است و به‌دلیل تأثیرات دریایی، نوسانات دمایی روزانه و فصلی در آن کمتر است.: ۳  این نواحی به‌ویژه در ماه‌های اکتبر تا نوامبر، بارندگی فراوانی دارند.: ۲  تایلند یکی از ده کشوری در جهان است که بیشترین آسیب‌پذیری را در برابر تغییر اقلیم دارد، به‌ویژه در برابر افزایش سطح آب دریاها و رخدادهای شدید آب‌وهوایی.

### تنوع زیستی و حفاظت

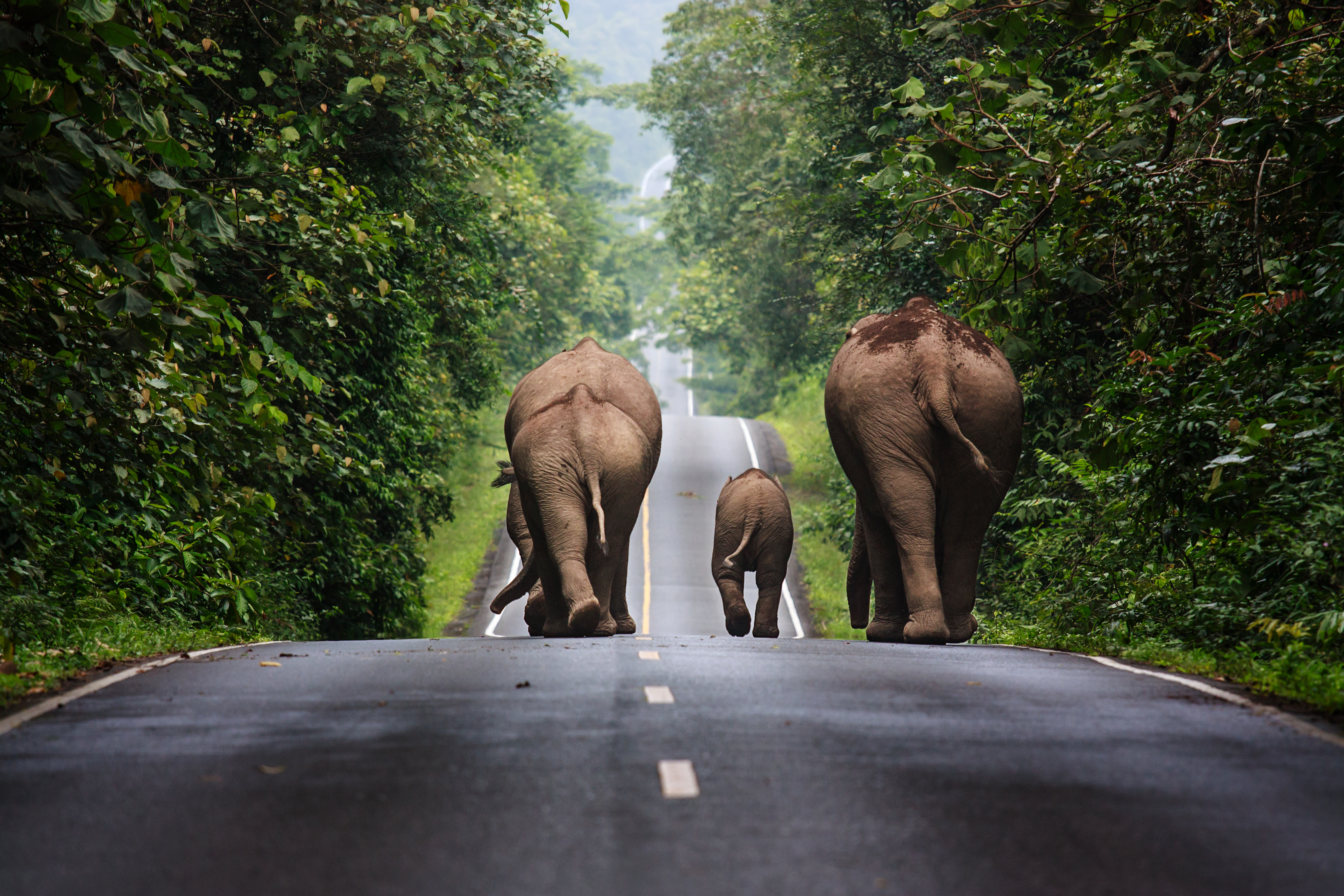
جمعیت فیل آسیایی در حیات‌وحش تایلند به حدود ۲۰۰۰ تا ۳۰۰۰ رأس کاهش یافته است.

پارک‌های ملی تایلند به‌عنوان «مناطقی با منابع طبیعی مهم زیست‌محیطی یا زیبایی منحصربه‌فرد، یا گیاهان و جانورانی با اهمیت ویژه» تعریف می‌شوند. مناطق حفاظت‌شده این کشور شامل ۱۵۶ پارک ملی، ۵۸ پناهگاه حیات‌وحش، ۶۷ منطقه غیرشکار و ۱۲۰ پارک جنگلی است که در مجموع نزدیک به ۳۱ درصد از خاک کشور را پوشش می‌دهند. این پارک‌ها زیر نظر اداره پارک‌های ملی، حیات‌وحش و حفاظت گیاهان وابسته به وزارت منابع طبیعی و محیط زیست تایلند اداره می‌شوند.
تایلند در نمایه عملکرد زیست‌محیطی (EPI) در سال ۲۰۱۶، عملکردی متوسط اما رو به بهبود داشت و در میان ۱۸۰ کشور در جایگاه ۹۱ قرار گرفت. بدترین عملکردها در حوزه آلودگی هوا (رتبه ۱۶۷)، اثرات زیست‌محیطی کشاورزی (۱۰۶)، و بخش اقلیم و انرژی (۹۳) بود که عمدتاً به‌دلیل بالا بودن انتشار گازهای گلخانه‌ای به‌ازای هر کیلووات‌ساعت تولیدی است. بهترین عملکرد در حوزه منابع آب (۶۶) و پساب‌زدایی (۶۸) دیده می‌شود.
در سال ۱۸۵۰ جمعیت فیل‌ها، جانور ملی کشور، حدود ۱۰۰٬۰۰۰ رأس برآورد می‌شد، اما اکنون به حدود ۲۰۰۰ رأس کاهش یافته است. شکارچیان، این حیوانات را برای عاج، پوست و اخیراً گوشت فیل شکار می‌کنند. فیل‌های جوان اغلب برای استفاده در صنعت گردشگری یا کار به اسارت گرفته می‌شوند و ادعاهایی در مورد بدرفتاری با آن‌ها مطرح شده است. در سال ۱۹۸۹، دولت استفاده از فیل‌ها برای درخت‌بری را ممنوع کرد و بسیاری از صاحبان فیل، آن‌ها را به صنعت گردشگری منتقل کردند.
شکار غیرقانونی گونه‌های حفاظت‌شده همچنان مشکلی بزرگ است. ببر، پلنگ و دیگر گربه‌سانان بزرگ برای پوست‌شان شکار می‌شوند. بسیاری از آن‌ها برای گوشت نیز شکار یا پرورش می‌یابند که به آن خواص دارویی نسبت داده می‌شود. با آن‌که این تجارت غیرقانونی است، بازار معروف بازار آخر هفته چاتوچاک در بانکوک هنوز هم به فروش گونه‌های در معرض انقراض شهرت دارد. نگهداری حیوانات وحشی به‌عنوان حیوان خانگی، گونه‌هایی مانند خرس سیاه آسیایی، خرس آفتاب‌مالایی، گیبون دست‌سفید، گیبون ابلق و خرس‌گربه را تحت‌تأثیر قرار داده است.

## تقسیمات کشوری
تایلند یک کشور یکپارچه (واحد) است؛ خدمات اجرایی این کشور طبق «قانون سازمان دولت ملی» مصوب سال ۱۹۹۱ به سه سطح تقسیم می‌شود: سطح مرکزی، استانی و محلی. تایلند از ۷۶ استان (به تایلندی: จังหวัด، چانگ‌وات) تشکیل شده است که تقسیمات اداری در سطح نخست به‌شمار می‌آیند. افزون بر این، دو منطقهٔ دارای حکومت ویژه نیز وجود دارد: بانکوک (پایتخت) و پاتایا. بانکوک در سطح استان اداره می‌شود و بنابراین اغلب به‌عنوان یکی از استان‌ها در نظر گرفته می‌شود.
هر استان به چند بخش (อำเภอ، آمفوئه) تقسیم می‌شود و هر بخش نیز شامل چند شهرستان (ตำบล، تامبون) است. نام شهر مرکز هر استان (เมือง، موئنگ) معمولاً با نام خود استان یکی است؛ برای نمونه، مرکز استان چیانگ‌مای، شهر موئنگ چیانگ‌مای یا به‌سادگی «چیانگ‌مای» نام دارد.
تمامی استانداران و فرمانداران (مسئولان شهرستان)، از سوی دولت مرکزی منصوب می‌شوند. استان‌های تایلند بسته به منبع، گاه در چهار تا شش ناحیهٔ جغرافیایی بزرگ‌تر دسته‌بندی می‌شوند.
نام ۷۶ استان تایلند عبارت است از:
اودون تانی، اوتارادیت، اوبون راتچاتانی، آنگ تونگ، آیوتتایا، اوتارادیت، پاتالونگ، پاتانی، پاتوم تانی، پایائو، پتچابون، پتچابوری، پراچینبوری، پراچواپ خیری خان، ترات، تاک، ترانگ، چای نات، چایاپوم، چانتابوری، چونبوری، چومپفون، چاچوئنگسائو، خون کاین، رانونگ، راتچابوری، رایونگ، روی ات، سا کایو، سارابوری، ساموت سونگخرام، ساتون، ساموت ساخون، سیساکت، سینگ بوری، سوپان بوری، سورات تانی، سورین، ساکون ناخون، سوکوتای، سونگخلا، فرای، فیچیت، کالاسین، کامفائنگ فت، کانتچانابوری، کرابی، لامپانگ، لامفون، لوئی، لوپبوری، ماها ساراخام، مای هونگ سون، موکداهان، ناخون پاتوم، ناخون پانوم، ناخون ساوان، ناخون سی تاممارات، ناخون نایوک، ناکون راتچاسیما، ناراتیوات، نان، نونگ بوآ لامفو، نونگ خای، نونتابوری، یاسوتون، یوتای تانی، بانکوک، بوری‌رام، بوئنگ کان، و یالا.

## سیاست و دولت

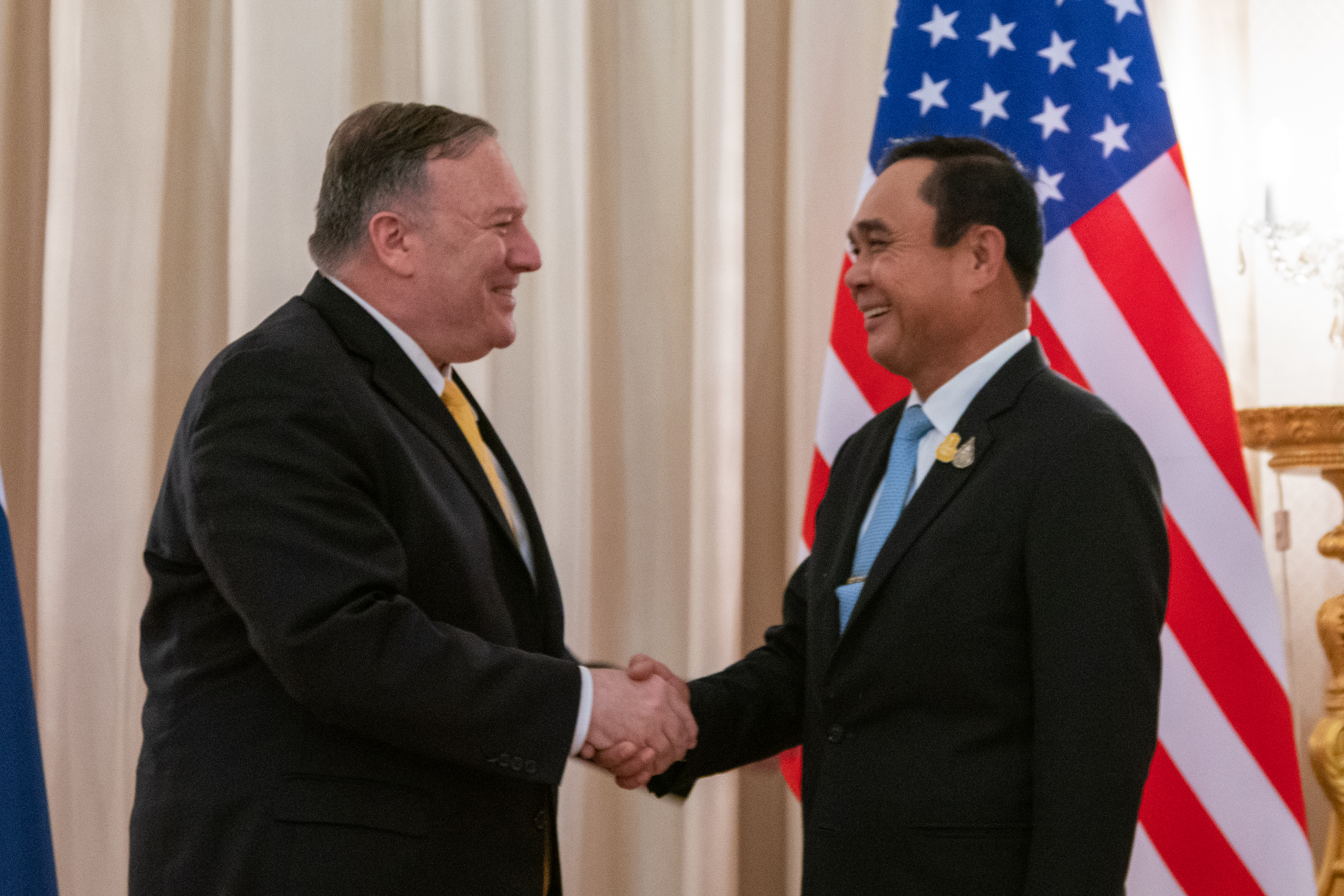
پرایوت چان-او-چا نخست‌وزیر تایلند و مایک پمپئو وزیر امورخارجه پیشین آمریکا

در پی کودتای پرایوث چان اوچا فرمانده ارتش علیه یانگلیک شیناواترا نخست‌وزیر سابق این کشور، در سال ۱۳۹۳ حکومت نظامیان بار دیگر بر این کشور استوار شد. در ۱۳۹۵ (۲۰۱۶) همه‌پرسی قانون اساسی توسط نظامیان برگزار شد که رأی مثبت مردم به آن باعث شد تا اختیارات وسیعی به خونتا (حکومت نظامی تایلند) داده شود.

## نظام سلطنتی
تایلند از سال ۱۹۳۲م یک کشور مشروطه سلطنتی است که طبق قانون اساسی قدرت سیاسی در دست نخست‌وزیر و پارلمان کشور است. پادشاه رئیس کشور است و «جایگاهی درخور احترام و عبادت» دارد.
در تایلند، مقام سلطنت از محبوبیت و حتی «قداست ویژه‌ای» در میان اکثریت مردم برخوردار است.
هم‌اکنون واجیرالونگکورن از دودمان چاکری پادشاه و سوتیدا تیدجای ملکه تایلند است. وی با درگذشت پدرش، بومیپول آدولیاده به سلطنت رسید. پادشاه سابق تایلند، علی‌رغم وقوع چندین کودتای نظامی در دوران سلطنتش، نقشی مهم در ثبات کشور داشت. پیش از بومیپول، برادرش آناندا ماهیدول پادشاه تایلند بود که در شرایط مرموزی در کاخ سلطنتی به قتل رسید.

## اقتصاد

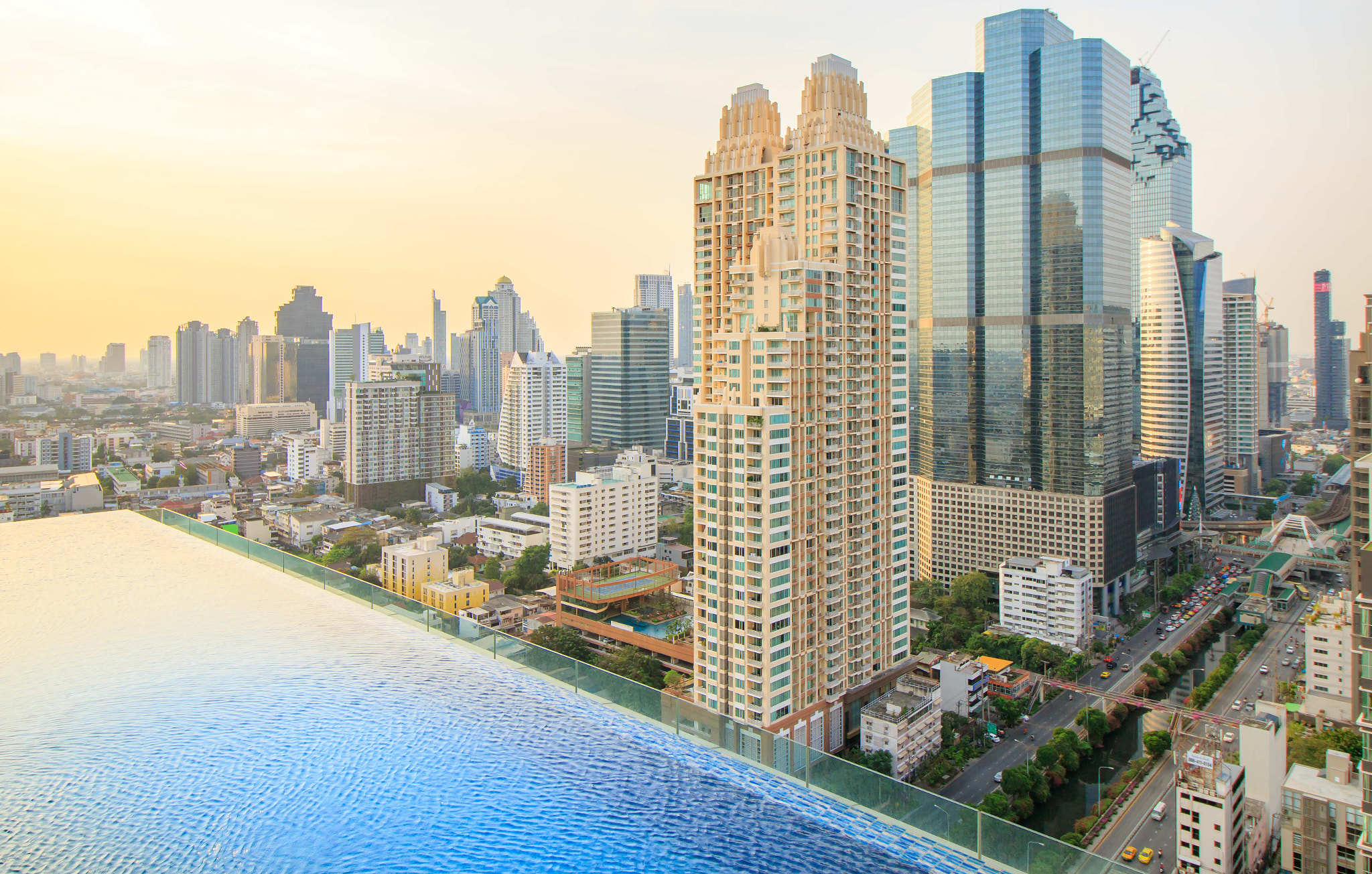
منطقهٔ تجاری ساتورن در بانکوک که محل استقرار هتل‌ها و سفارتخانه‌های مهم است

اقتصاد تایلند به‌شدت وابسته به صادرات است؛ به‌گونه‌ای که بیش از دوسوم تولید ناخالص داخلی این کشور از صادرات تأمین می‌شود. ارزش سالانهٔ صادرات تایلند بیش از ۱۰۵ میلیارد دلار است و اقلام عمدهٔ صادراتی آن شامل خودرو، رایانه، لوازم برقی، برنج، منسوجات، کفش، محصولات شیلات، لاستیک و جواهرات می‌شود.
تایلند یکی از اقتصادهای نوظهور و یک کشور تازه صنعتی‌شده محسوب می‌شود. تولید ناخالص داخلی این کشور بر پایهٔ برابری قدرت خرید در سال ۲۰۱۷ حدود ۱٫۲۳۶ تریلیون دلار بود. تایلند پس از اندونزی دومین اقتصاد بزرگ جنوب شرق آسیا است و از نظر سرانهٔ تولید ناخالص داخلی پس از سنگاپور، برونئی و مالزی در رتبهٔ چهارم منطقه قرار دارد. این کشور نقش اقتصاد لنگر را برای کشورهای همسایه مانند لائوس، میانمار و کامبوج ایفا می‌کند. نرخ بیکاری تایلند در سه‌ماههٔ سوم سال ۲۰۱۴ تنها ۰٫۸۴٪ اعلام شد.
در سال ۲۰۱۷ رشد اقتصادی تایلند به ۳٫۹٪ رسید که سریع‌ترین رشد آن از سال ۲۰۱۲ به‌شمار می‌رفت. در جریان همه‌گیری کووید–۱۹، دولت برای تأمین هزینه‌های عمومی، سقف بدهی عمومی را از ۶۰٪ به ۷۰٪ تولید ناخالص داخلی افزایش داد.
با وجود این، تا سال ۲۰۲۴ تایلند با چالش‌هایی چون بهره‌وری پایین، آموزش ناکارآمد، بدهی بالای خانوار، سرمایه‌گذاری اندک بخش خصوصی و رشد اقتصادی ضعیف روبه‌روست. پیش‌بینی‌ها نشان می‌دهند که در صورت نبود اصلاحات ساختاری، رشد اقتصادی سالانهٔ تایلند در دهه‌های آینده کمتر از ۲٪ خواهد بود.
تایلند از جمله کشورهای صادرکنندهٔ مهم در زمینه‌هایی چون خودرو، کولر، برنج و سایر محصولات کشاورزی، پوشاک و منسوجات، محصولات شیلات و غذاهای دریایی، همچنین ترانزیستور و قطعات رایانه است. در مقابل، واردات عمدهٔ این کشور شامل سوخت‌های فسیلی (نفت و گاز) و مواد خام مختلف می‌شود.
صنایع مهم تایلند شامل خودروسازی، گردشگری، نساجی و تولید پوشاک، کشاورزی، تولید نوشابه و تنباکو، سیمان، صنایع سبک مانند سنگ‌های قیمتی، تجهیزات الکترونیکی، قطعات رایانه و مدارات مجتمع است. این کشور همچنین دومین تولیدکنندهٔ تنگستن و سومین تولیدکنندهٔ قلع در جهان به‌شمار می‌آید.
محصولات اصلی کشاورزی تایلند عبارت‌اند از: برنج، نشاسته کاساو (یا مانیوک)، کائوچو، نیشکر، ذرت، نارگیل و سویا. واحد پول رسمی کشور بات (Baht) است؛ هر دلار آمریکا حدوداً معادل ۳۴ بات و هر بات تقریباً برابر با ۲۳۰۰ تومان ایران است.
تایلند دارای واحد پول رسمی «بات» است که برابر با ۱۰۰ ساتانگ می‌باشد. مهم‌ترین کالاهای وارداتی این کشور شامل مواد غذایی و حبوبات، لوازم خانگی، مواد شیمیایی، فولاد، ماشین‌آلات، سوخت و روغن است. بزرگ‌ترین شرکای تجاری تایلند را ژاپن، ایالات متحده آمریکا، مالزی، سنگاپور و اتحادیه اروپا تشکیل می‌دهند. منابع اصلی درآمد ارزی این کشور شامل صادرات، گردشگری و سرمایه‌گذاری خارجی است. همچنین درآمد حاصل از روسپیگری نیز در محاسبهٔ تولید ناخالص ملی تایلند لحاظ می‌شود.

### نابرابری درآمد و ثروت
- تایلند دومین صادر کننده برنج جهان است

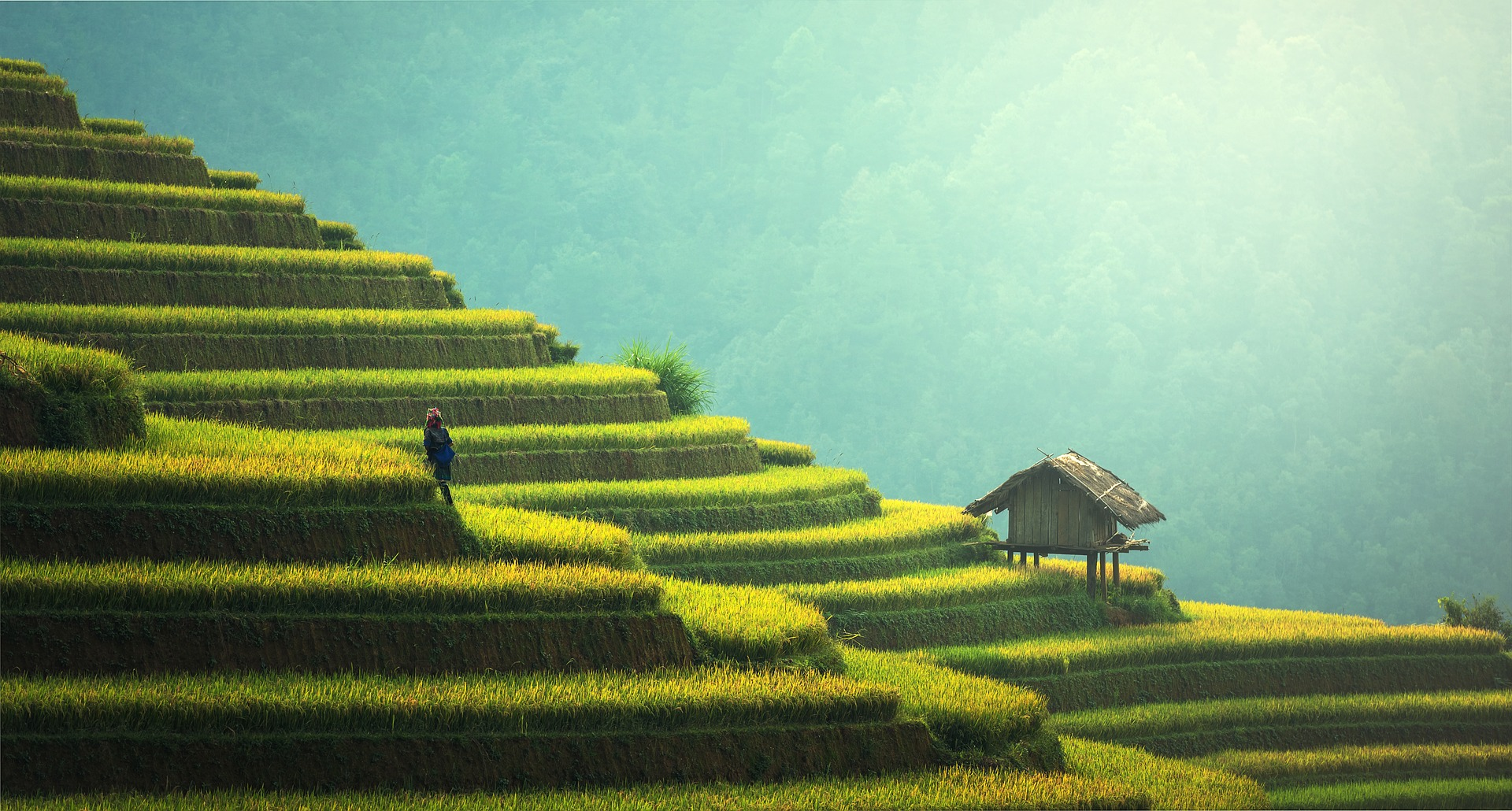
تایلند دومین صادر کننده برنج جهان است

ثروت میانهٔ هر فرد بزرگ‌سال در تایلند در سال ۲۰۱۶ برابر با ۱۴۶۹ دلار بود که نسبت به سال ۲۰۱۰ (۶۰۵ دلار) افزایش چشم‌گیری داشت. با این‌حال، کشور در همان سال در شاخص توسعه انسانی در رتبهٔ ۸۷ و در شاخص تعدیل‌شدهٔ نابرابری در رتبهٔ ۷۰ قرار گرفت.
در سال ۲۰۱۷، درآمد میانهٔ خانوارها حدود ۲۶٬۹۴۶ بات در ماه گزارش شد. ۲۰٪ ثروتمندترین خانوارها صاحب ۴۵٪ کل درآمد و ۲۰٪ کم‌درآمدترین تنها ۷٫۱٪ آن بودند. در سال ۲۰۱۶، حدود ۵٫۸۱ میلیون نفر زیر خط فقر قرار داشتند و در صورت احتساب افراد «نزدیک به فقر»، این عدد به ۱۱٫۶ میلیون نفر (۱۷٫۲٪ جمعیت) می‌رسید. طبق یک پژوهش در سال ۲۰۱۴، ۱۰٪ ثروتمندترین افراد، صاحب ۷۹٪ دارایی‌های کشور بودند و تنها ۱٪ از جمعیت، ۵۸٪ این دارایی‌ها را در اختیار داشتند. همچنین ۵٪ بزرگ‌ترین شرکت‌های تایلند ۸۵٪ کل درآمد بنگاه‌های اقتصادی کشور را به خود اختصاص داده‌اند.
در سال ۲۰۲۳، مجموع بدهی خانوارهای تایلندی به ۱۴٫۶ تریلیون بات (معادل ۸۹٫۲٪ تولید ناخالص داخلی) رسید که به‌طور میانگین معادل ۵۰۰٬۰۰۰ بات برای هر خانوار بود. همچنین تخمین زده می‌شود که در سال ۲۰۱۶ حدود ۳۰٬۰۰۰ نفر بی‌خانمان در کشور وجود داشته‌اند.

### صادرات و تولید
اقتصاد تایلند مبتنی بر صادرات است و اقلام اصلی صادراتی شامل خودرو، رایانه، لوازم الکتریکی، برنج، منسوجات، محصولات شیلاتی، لاستیک و جواهرات هستند. در سال ۲۰۲۲ ارزش صادرات کالاهای تایلند حدود ۲۹۰ میلیارد دلار و واردات آن حدود ۳۰۵ میلیارد دلار برآورد شد.
صنایع اصلی کشور شامل تولید لوازم برقی، قطعات رایانه، خودرو و قطعات آن است. بازیابی اقتصادی تایلند پس از بحران مالی آسیا در سال‌های ۱۹۹۷ تا ۱۹۹۸ عمدتاً از راه رشد صادرات محقق شد. تا سال ۲۰۱۲، صنعت خودروسازی تایلند بزرگ‌ترین در جنوب شرق آسیا و نهمین در جهان بود. این کشور سالانه حدود ۱٫۵ میلیون خودرو تولید می‌کند که بیشتر آن‌ها خودروهای تجاری هستند.
بیشتر خودروهای تولیدی در تایلند تحت لیسانس شرکت‌های ژاپنی و آمریکایی ساخته می‌شوند. تایلند با بهره‌گیری از منطقه آزاد تجاری آسه‌آن (AFTA) بازارهای صادراتی خود را گسترش داده است. هشت شرکت بزرگ (پنج ژاپنی، دو آمریکایی و شرکت تاتا از هند) در تایلند وانت تولید می‌کنند. به‌دلیل نظام مالیاتی مطلوب برای وانت‌های دو در، در سال ۲۰۱۲ تایلند پس از ایالات متحده، دومین مصرف‌کنندهٔ بزرگ وانت در جهان بود و در سال ۲۰۱۴ وانت‌ها ۴۲٪ از فروش خودروهای نو در کشور را به خود اختصاص دادند.

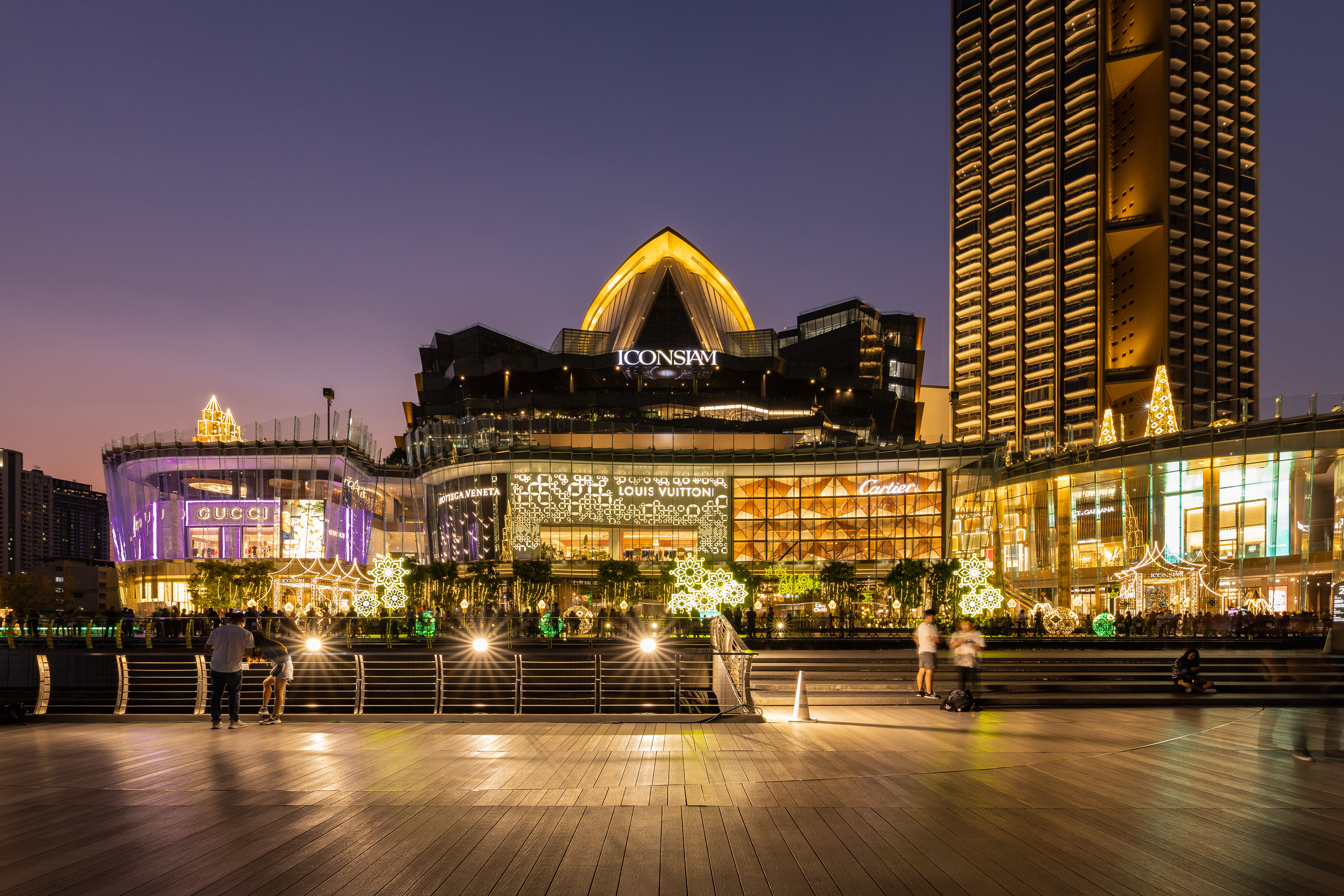
Iconsiam در شب

- Iconsiam در شبمهم‌ترین کالاهای صادراتی: لوازم برقی و الکترونیک، منسوجات، اتومبیل، غذاهای کنسرو شده، مرغ، شکر، میگو، برنج، کائوچو، ذرت و سنگ‌های قیمتی

### انرژی
- ذخایر اثبات شده نفت: ۴۰۴ میلیون بشکه
- تولیدات نفتی: ۱۷۸۰۰۰ بشکه در روز (۲۰۰۱)
- تولید گاز طبیعی: ۸/۱۷ میلیارد متر مکعب(۲۰۰۰)
- مصرف نفت: ۷۵۹ هزار بشکه در روز
- واردات نفت خام: ۷۸۸ هزار بشکه در روز (عمدتاً از کشورهای خلیج فارس)
- ذخایر اثبات شده گاز:۱۶۸/۱۲ تریلیون متر مکعب

## مردم

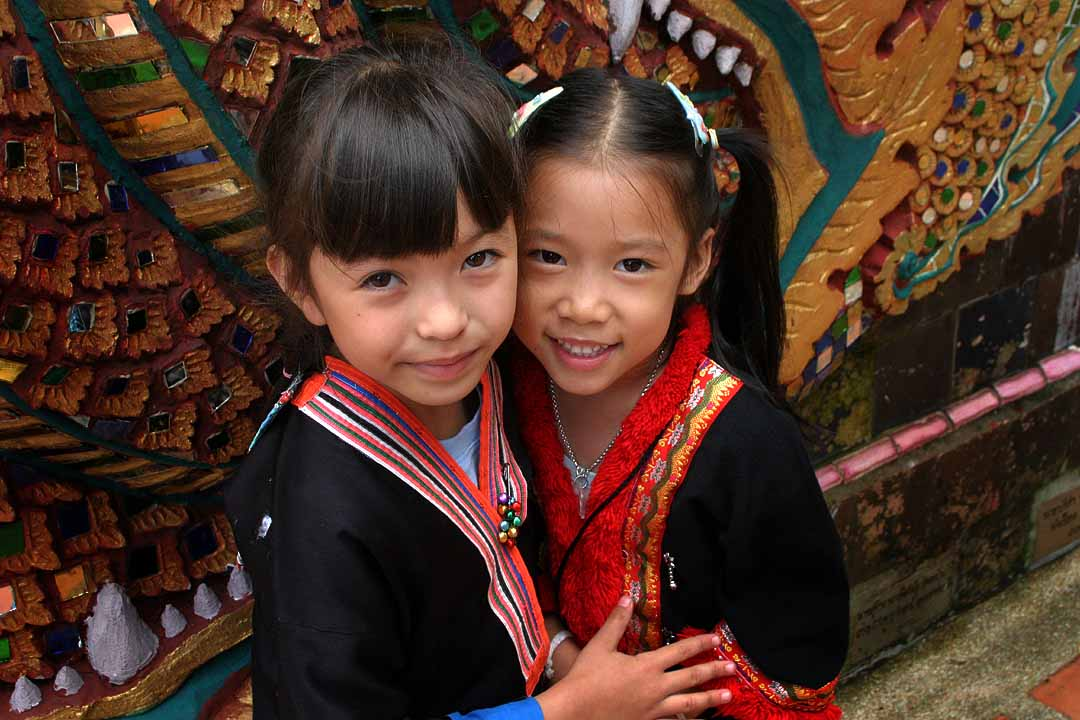
دختران قبایل کوهستانی در شمال شرقی تایلند

حدود ۷۵ درصد مردم قومیت تایی، حدود ۱۴ درصد چینی‌تبار، ۳ درصد مالایی و بقیه از اقوام کوچکتری چون مون‌ها، خمرها، و طوایف کوه‌نشین متعدد هستند.

### زبان

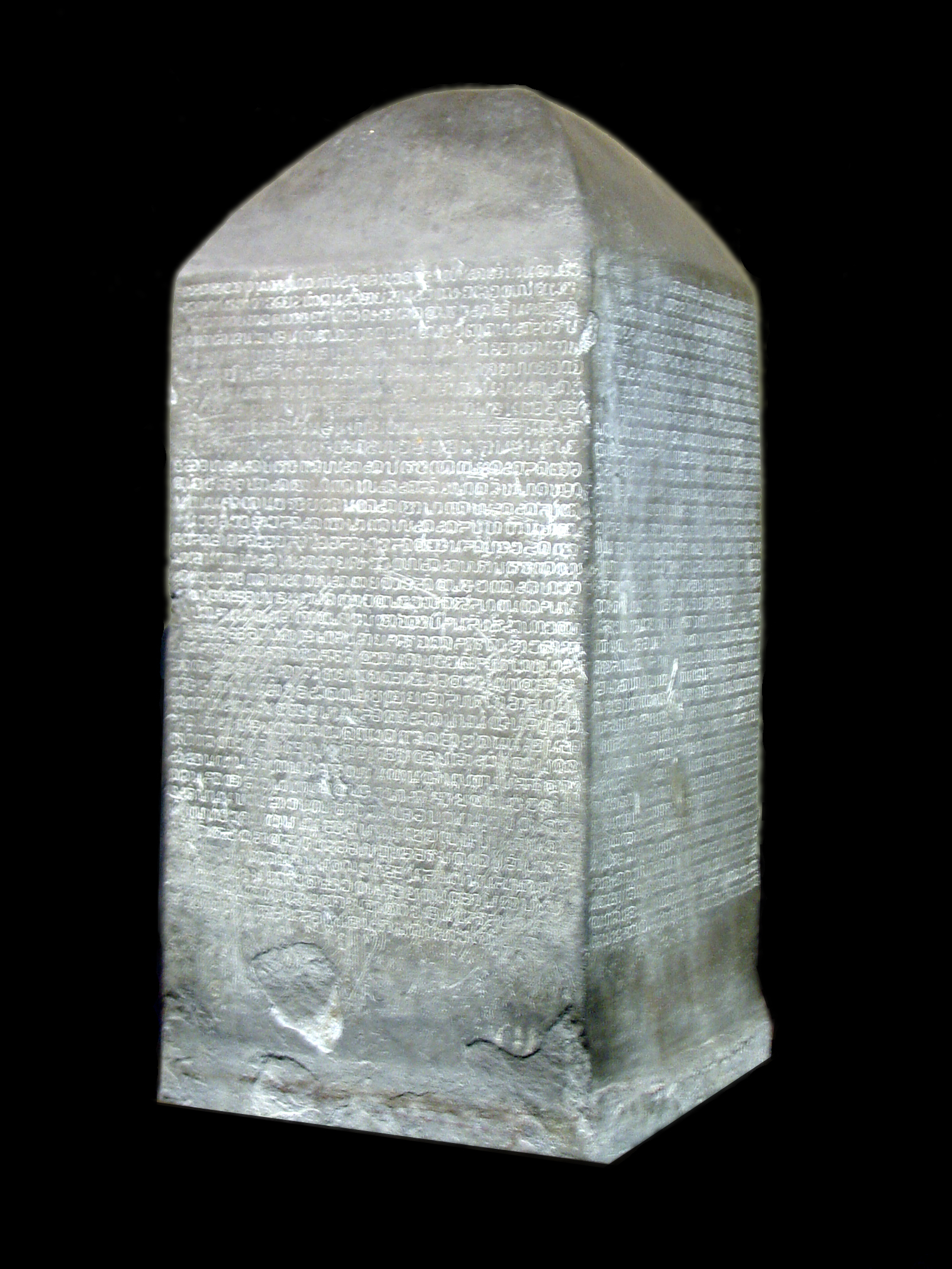
سنگ نوشته پادشاه Ramkamhaeng

زبان تایلندی یکی از قدیمی‌ترین زبان‌های شرق آسیاست و بیشتر مردم تایلند به این زبان صحبت می‌کنند هرچند گویش‌های قومی و منطقه‌ای بسیاری نیز در نقاط مختلف این کشور وجود دارند. تایلندی زبان رسمی این کشور است و الفبای مخصوص خود را دارد. زبان گفتاری و نوشتاری این کشور کاملاً برای کسانی که به این کشور سفر می‌کنند، غیرقابل فهم است. این زبان، تک سیلابی و با پنج لحن (آهنگ) مختلف است که هر لحنی، معنای یک سیلاب واحد را تغییر می‌دهد. ترکیب این لحن‌ها و سیستم نوشتاری پیچیده و نیز تلفظ‌های دشوار این زبان سبب شده که یادگیری این زبان برای خارجی‌ها سخت شود. با اینکه زبان انگلیسی در مدارس تایلند آموزش داده می‌شود، اما میزان تسلط به آن میان مردم این کشور چندان زیاد نیست. با این وجود در بیشتر هتل‌ها، رستوران‌ها و فروشگاه‌های این کشور، انگلیسی و برخی از زبان‌های اروپایی استفاده می‌شود و اسامی خیابان‌ها نیز به هر دو زبان انگلیسی و تایلندی هستند. هر چند یادگیری این زبان ساده نیست اما کسانی که به این کشور سفر می‌کنند، با یادگیری واژگان اندک می‌توانند تجربه دلپذیرتری داشته باشند به ویژه اینکه مردم این کشور انتظار ندارند خارجیان زبان آن‌ها را بدانند و از این رو بسیار شگفت زده شده و به آن‌ها می‌گویند که بسیار خوب صحبت می‌کنند. برای تبدیل نوشتاری زبان تایلندی به لاتین، هیچ روش استانداردی وجود ندارد و بنابراین ممکن است یک کلمه واحد تایلندی به چندین شکل لاتین نوشته شود به همین دلیل هم در کتاب‌های راهنما، واژه‌نامه‌ها و سایر متون، از روش‌های مختلفی استفاده می‌شود. استانداردترین روش موجود «سیستم نوشتاری پادشاهی تایلند» است که استفاده از آن رو به افزایش است و برای اسامی خیابان‌ها نیز همین شیوه به کار برده می‌شود. ترتیب جملات در این زبان به صورت فاعل، فعل، مفعول است که فاعل معمولاً در جمله حذف می‌شود. ضمایر نیز بنابر جنسیت افراد تغییر می‌کند. هم چنین افعال در زبان تایلندی صرف نمی‌شوند و هیچ شناسه‌ای ندارند.
همچنین، دربارهٔ زبان تایلندی می‌توان به این مورد جالب اشاره کرد که پادشاه تایلند زبانی منحصر به خود دارد که در هیچ جای کشور به این زبان صحبت نمی‌شود و با پادشاه تنها به این زبان می‌توان سخن گفت

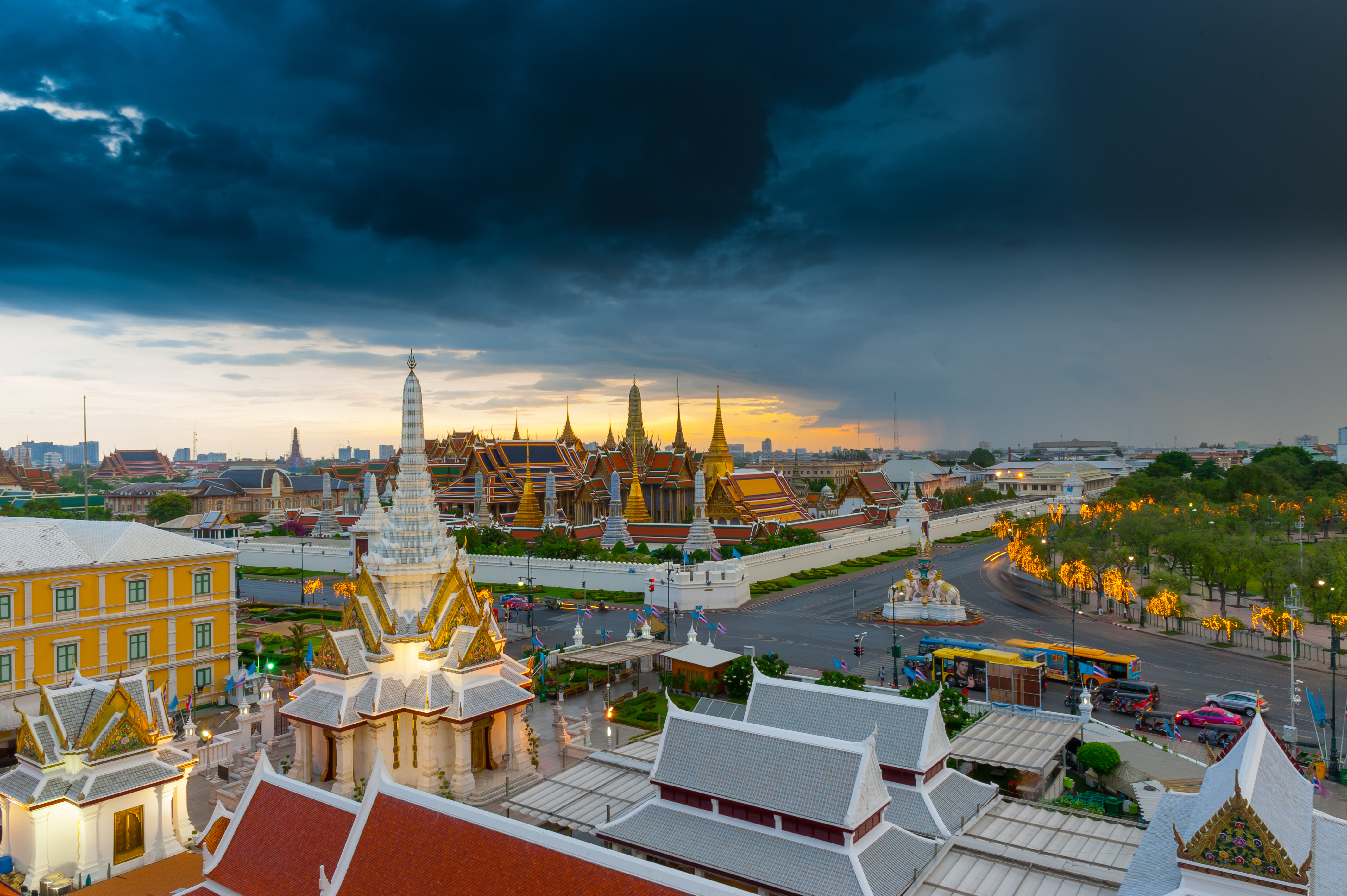
بانکوک مجموعه نیایشی وات فرا کائو فرا سری راتانا چدی Wat Phra Kaew

### دین
۹۳٫۴۶٪ از جمعیت تایلند پیرو آیین بودیسم هستند. حدود ۵٫۳۷٪ از مردم این کشور مسلمان‌اند که پیرو مذهب شافعی بوده و بیشتر در مناطق جنوبی تایلند سکونت دارند. همچنین ۱٫۱۳٪ از جمعیت، پیرو دین مسیحیت که از شاخه کاتولیک، هستند و حدود ۰٫۰۳٪ دیگر نیز به سایر ادیان تعلق دارند.
در تایلند، آزادی ادیان برای پیروان همه ادیان به رسمیت شناخته شده است.

### آب و هوا
چون تایلند به دریا نزدیک است بیشتر مواقع دارای یک آب هوای معتدل می‌باشد کشور تایلند در موقعیت استراتژیکی جنوب شرقی آسیا قرار داشته و بسیار حاصلخیز می‌باشد. شمال کشور کوهستانی و دارای جنگل‌های بسیاری است و نواحی مرکزی آن پوشیده از شالیزارهای سرسبز برنج است. قسمت غرب و شرق سرزمین دارای باغ‌های میوه، درختان کائوچو، جنگل‌های همیشه سبز و ساحل شنی سفید است. علاوه بر آن دارای جزایر بسیاری است که هر کدام، گویی تصویری از بهشت را برای گردشگران به نمایش می‌گذارد.
اما بهترین فصل تایلند از نظر کم بودن گرما و باران در تایلند، بین ماه‌های نوامبر تا فوریه و در فصل سرماست. دمای هوا تایلند در این فصل روزها ۲۸ درجه سانتیگراد و شب‌ها ۱۲ درجه سانتیگراد است و هوا کم‌ترین رطوبت را دارد. پس از آن فصل گرما آغاز می‌شود که آوریل گرمترین ماه آن است و جشن آب در تایلند نیز به همین دلیل در نیمه این ماه برگزار می‌شود.
فصل گرم و خشک در تایلند

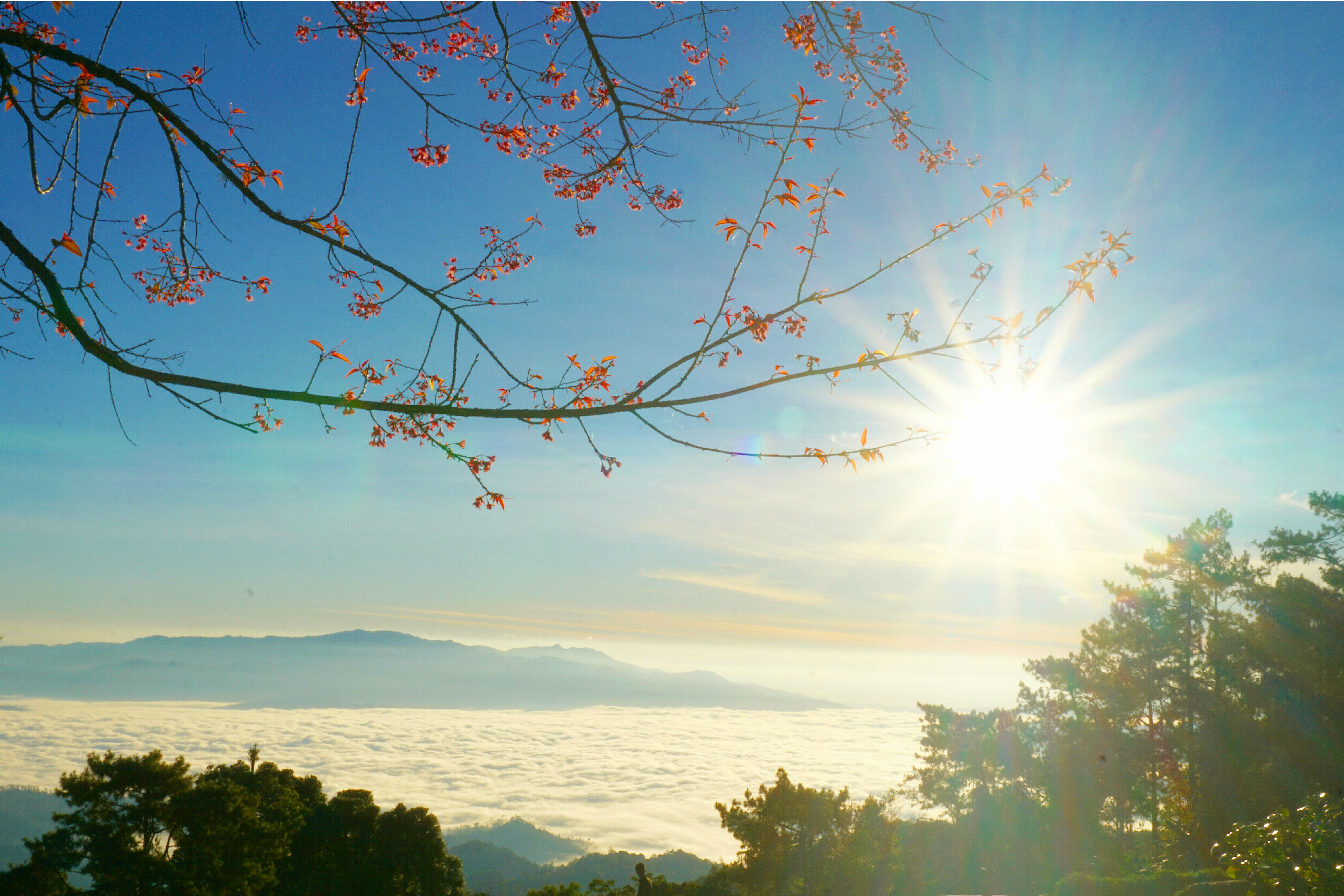
چیانگ مای
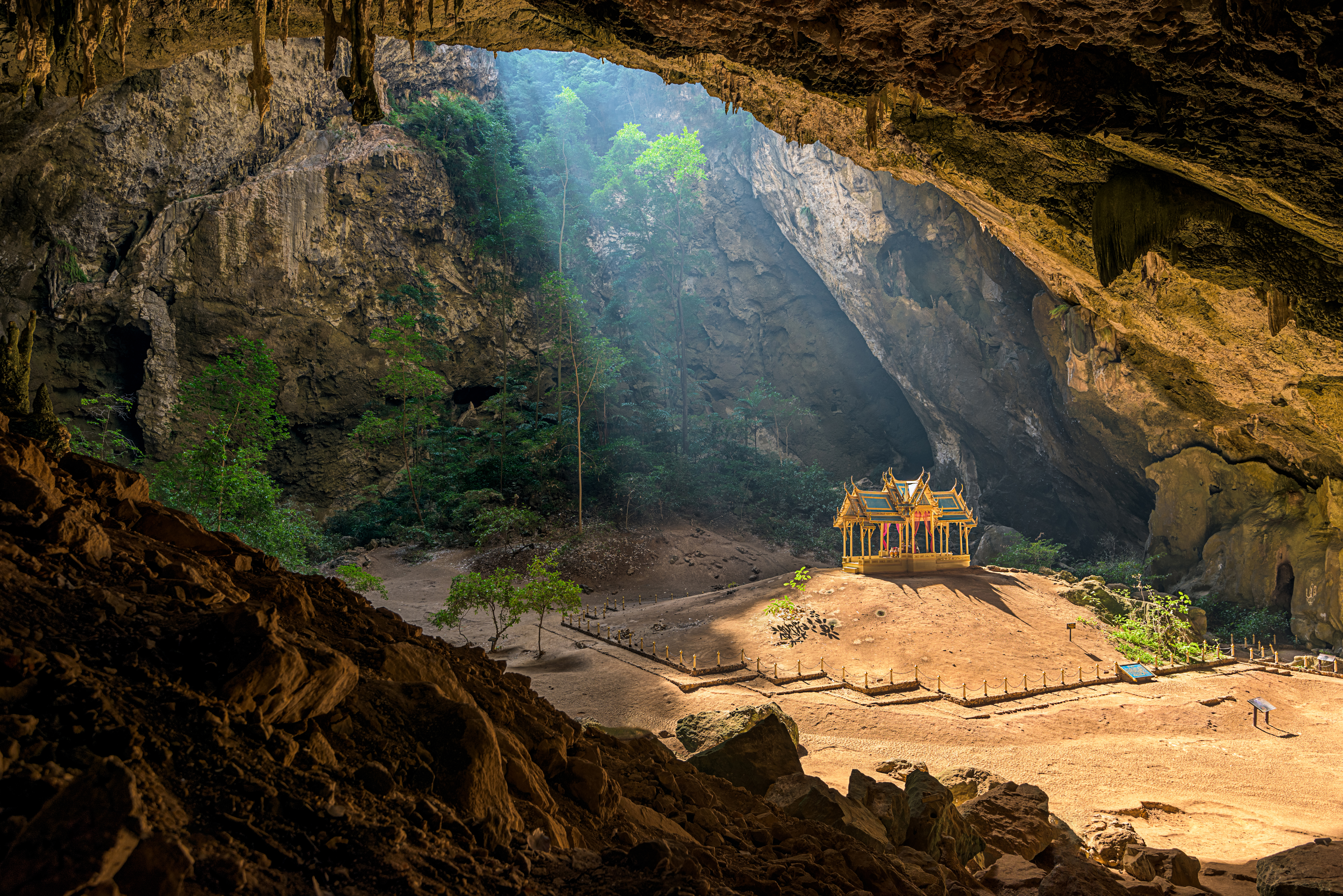
پراچوپ خیری خان
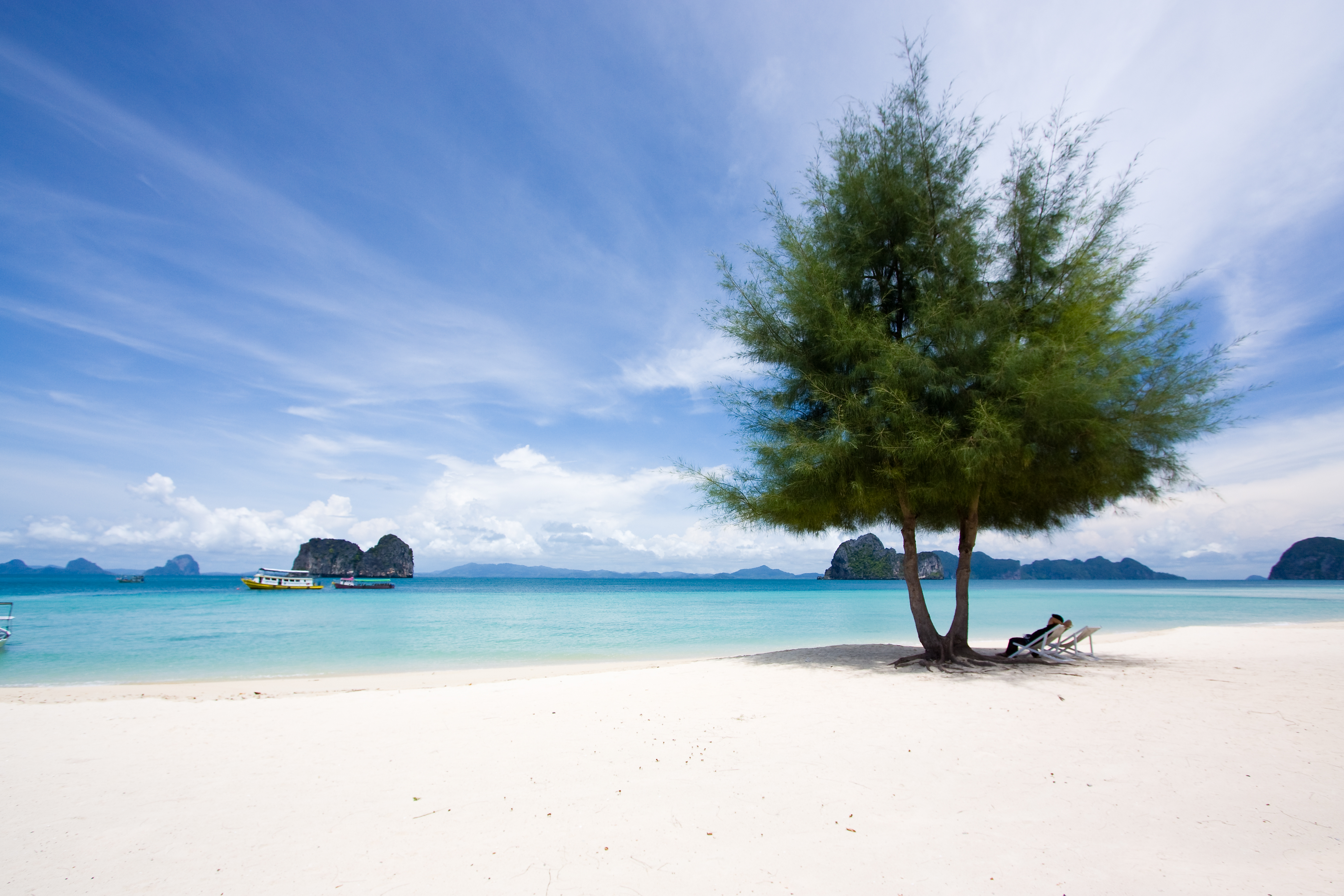
استان کرابی
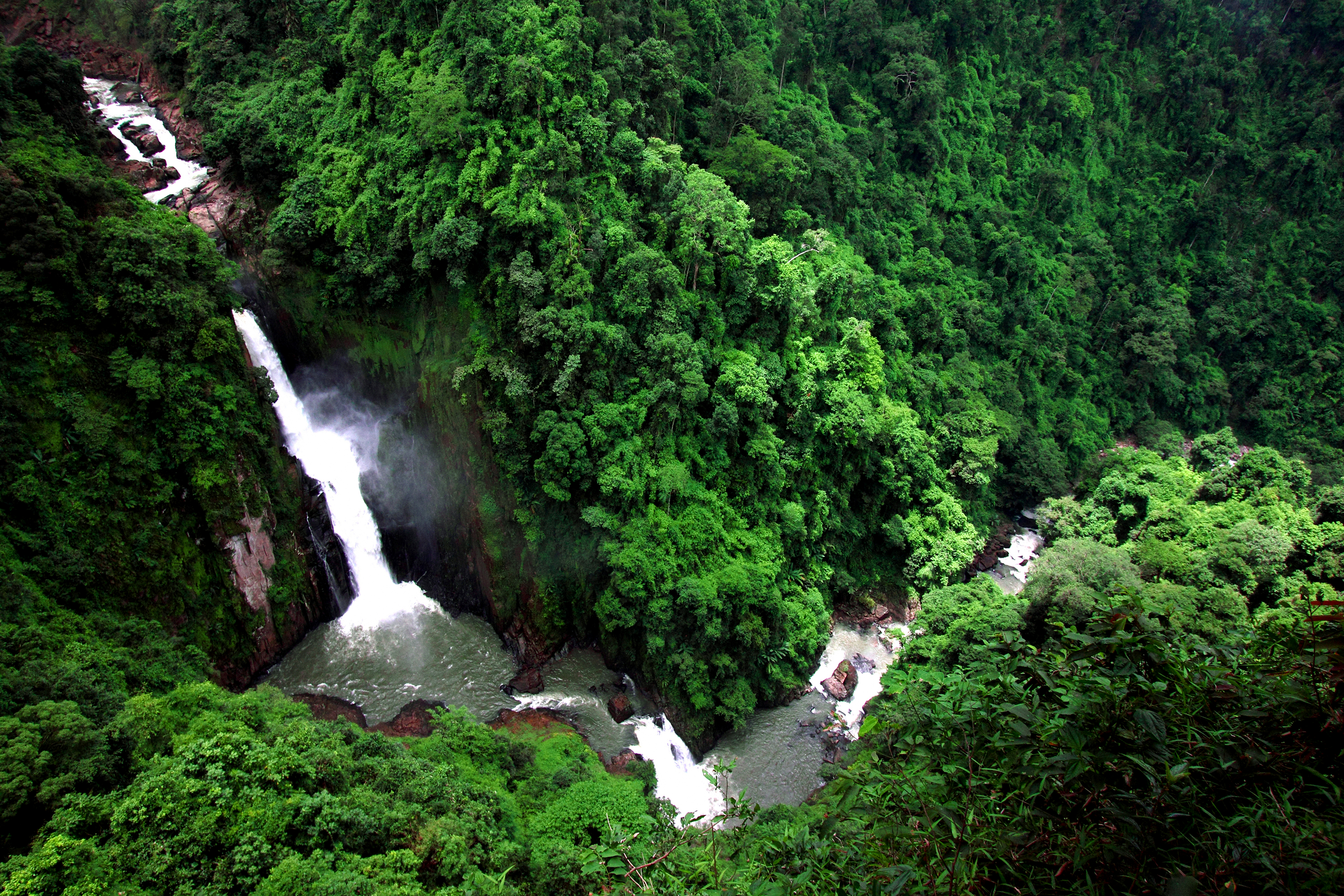
استان ناخون راتچاسیما

- • از فوریه (دومین ماه سال ۱۳ بهمن تا ۱۱ اسفند) تا می(۱۲ اردیبهشت تا ۱۱ خرداد)، میانگین دمای ۳۴ درجه، رطوبت ۷۵ درصد

فصل بارانی و آفتابی در تایلند
- از ژوئن(۱۲ خرداد تا۱۰تیر) تا اکتبر (۱۰ مهر تا ۱۰ آبان)، میانگین دمای ۲۹ درجه، رطوبت ۸۷ درصد

فصل سرد در تایلند
- از نوامبر (۱۱ آبان تا ۱۰ آذر) تا فوریه دومین ماه سال ۱۳ بهمن تا ۱۱ اسفند)، میانگین دما تا زیر ۲۰درجه، کاهش رطوبت

فصل بارانی و آفتابی در تایلند
- در بانکوک معمولاً باران زیادی در ماه‌های اوت (۱۱ مرداد تا ۱۰ شهریور) و سپتامبر (۱۱ شهریور تا ۹ مهر) می‌بارد و در اکتبر (۱۰ مهر تا ۱۰ آبان) به بیشترین حد خود رسیده و سیلاب‌هایی نیز در شهر جاری می‌شوند.

### بهداشت

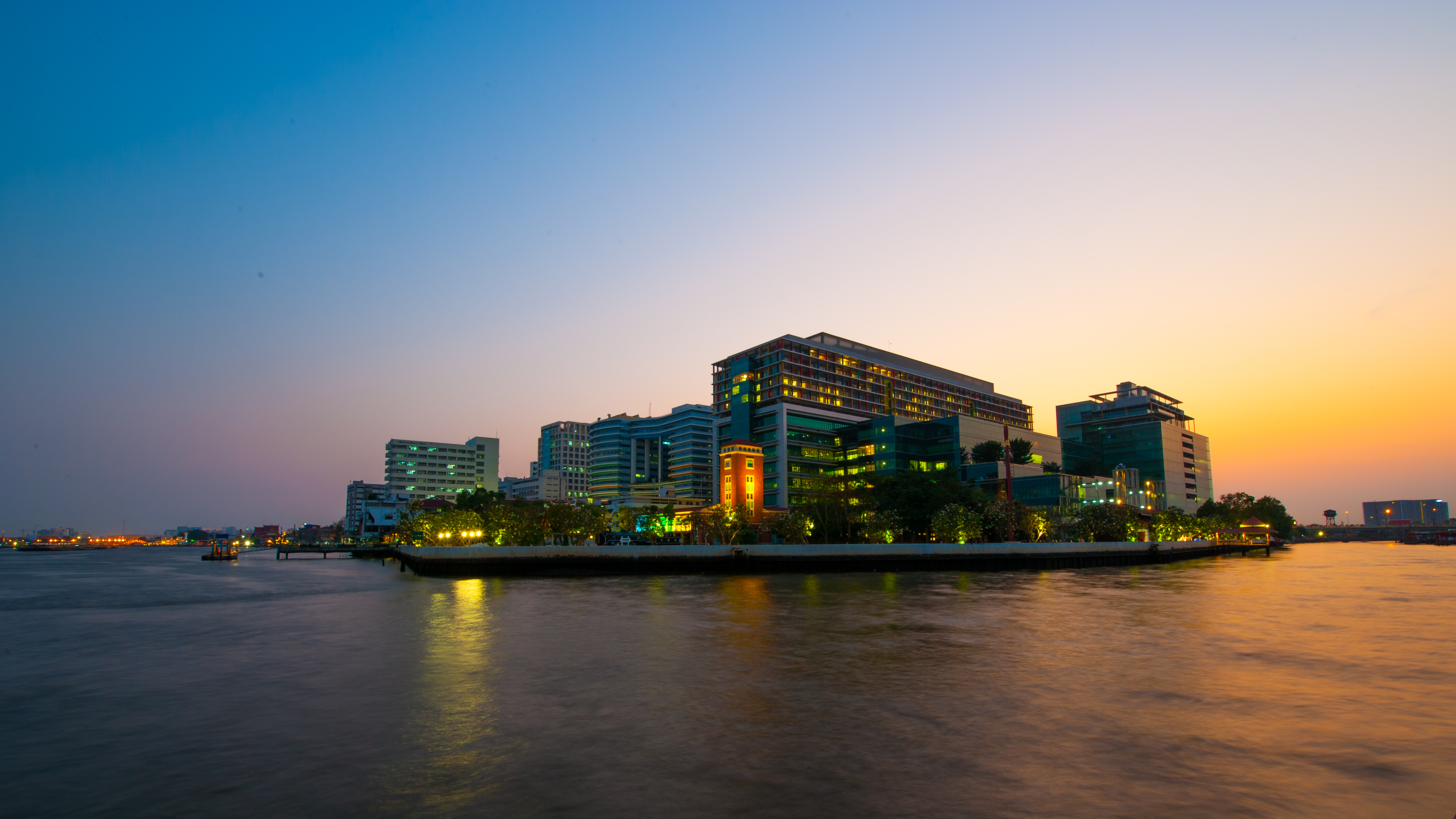
بیمارستان Siriraj در بانکوک، قدیمی‌ترین و بزرگ‌ترین بیمارستان تایلند.

به گزارش سازمان بهداشت جهانی، تایلند نخستین کشور آسیایی است که توانسته موارد انتقال ویروسِ اچ‌آی‌وی از مادر به نوزاد را ریشه‌کن کند.
- امید زندگی: به‌طور متوسط ۷۷ سال
- تعداد بیمارستان‌ها: ۴۰۰۰ بیمارستان
- تعداد تختهای بیمارستانی: ۱۴۵۰۰۰
- نرخ شیوع ایدز: ۱٫۸ درصد (تخمین سال ۲۰۰۱)
- نرخ با سوادی: ۹۶ درصد باسواد
- متوسط سن ورود به مدرسه: ۷٫۲ سال
- نرخ تولد: ۱۶٫۳۷ تولد در هر هزار نفر
- نرخ مرگ و میر: ۶٫۸۶ در هر هزار نفر
- نرخ مرگ نوزادان در بدو تولد: ۲۱٫۸۳ در هر هزار تولد نوزاد زنده
- میانگین سنی: ۴۱ سال

## فرهنگ

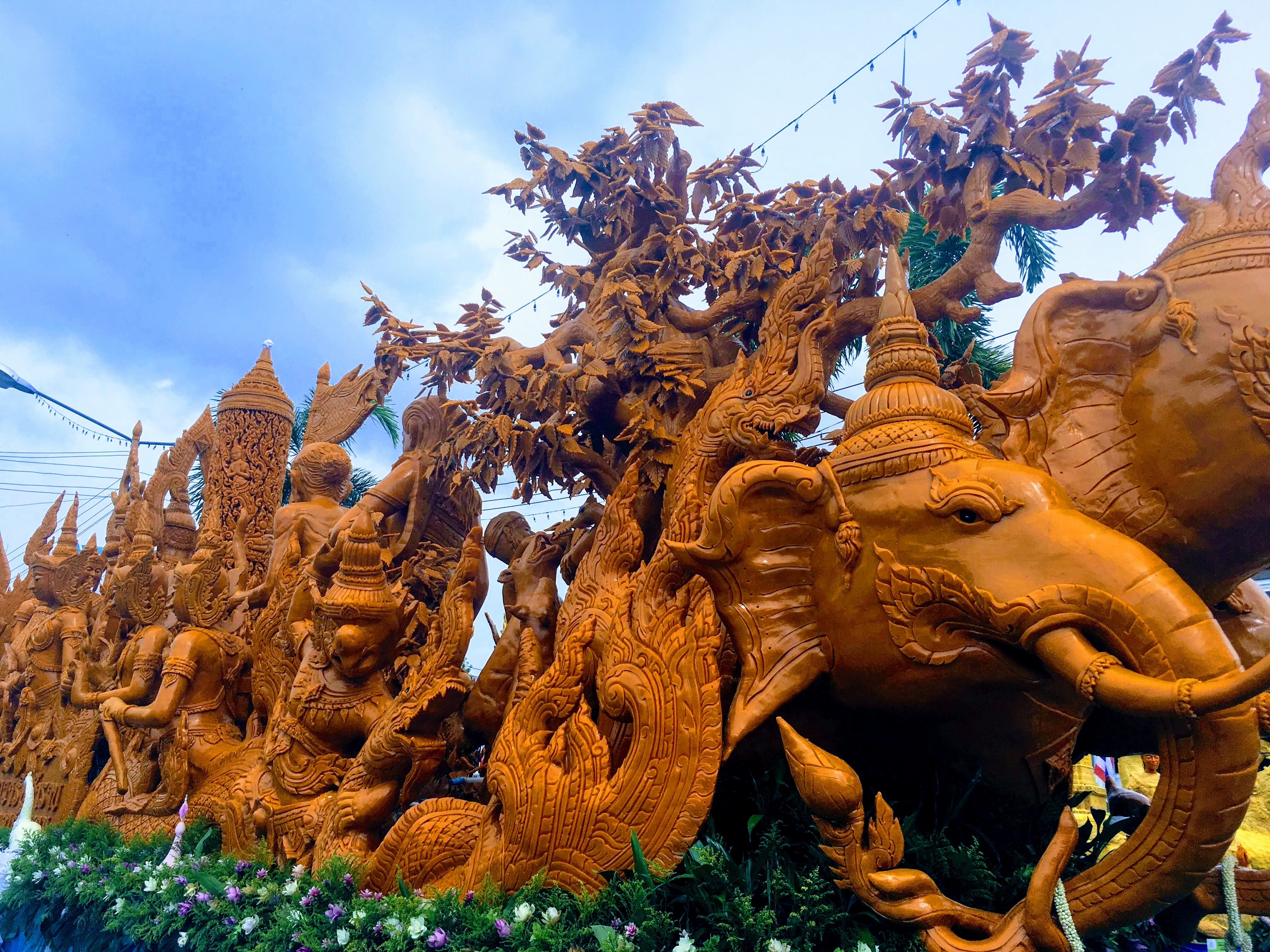
جشنواره شمع در اوبن راتچاتانی

کشور بودایی تایلند که قرن‌ها با نام سیام شناخته می‌شد، شاهراه مذهب، فرهنگ و مهاجرت آسیای جنوب شرقی بوده است. تایلند کنونی در سال ۱۲۳۸ ایجاد شده و برخلاف کشورهای منطقه، هیچگاه مستعمره و تحت سلطه قدرت‌های اروپایی نبوده است. کلمه تای به معنی آزادمرد است و تایلند یعنی سرزمین آزادی.
قرن‌ها پیش، مردمی از جنوب چین به تدریج به سوخوتای (تایلند کنونی) مهاجرت کرده و به تدریج در مناطق حاصلخیز کناره رودی در جنوب چین ساکن شدند. در اوایل قرن ۱۴، تایلندی‌ها شهر کوچکی را در سوخوتای بنا کرده و در اواسط این قرن نیز آنجا را به پادشاهی مستقل تایلند تبدیل کردند که پیدایش زبان، فرهنگ و معماری این کشور هم متعلق به همین دوره است.

### سرگرمی
ستارگان فیلم‌های اکشن مانند تونی جا.
برخی از هنرمندان مشهور بین‌المللی رقص پاپ شامل تاتا یانگ و لالیسا مانوبان
اولین نمایش فیلم در تایلند در شهر بانکوک و در ۹ ژوئن ۱۸۹۷ توسط برادران لومیر انجام شد. در همان سال، در جریان سفر پادشاه وقت تایلند چولالونگ‌کورن به اروپا، فیلمی از این سفر توسط برادر پادشاه تهیه شد و تجهیزات فیلم‌برداری توسط وی به تایلند آمد. شاهزاده تونگ تام سامبسترا که «پدر سینمای تایلند» نیز نامیده می‌شود پس از آن کارهای مستندی زیادی انجام داد که در بانکوک به نمایش درمی‌آمد. در سال ۱۹۰۵ بازرگانان ژاپنی ابتدا در بانکوک و سپس در چند شهر دیگر سالن‌های کوچک سینمایی ایجاد کردند. آنچه در این سالن‌ها نمایش داده می‌شد برای چند سال فقط آثار ژاپنی بود تا اینکه کم‌کم فیلم‌های اروپایی و به ویژه فیلم‌های صامت هالیوودی نیز برای اکران این سالن‌ها خریداری شدند. برای مدت‌ها خاندان سلطنتی چاکری متولی امور فیلم و سینما در تایلند بودند.
اولین فیلم تایلندی با عوامل بومی ۱۹۲۸ توسط مانیت واووات و با نام شانس دوباره ساخته شد. بین سال‌های ۱۹۲۷ تا ۱۹۳۲، ۱۷ فیلم در بانکوک ساخته شد که از آن‌ها فقط تعدادی عکس باقی مانده است.
در سال‌های ۱۹۲۸ تا ۱۹۳۲ فیلم‌های صامت ژاپنی هنوز در نزد مخاطبان تایلندی محبوبیت داشتند. در ۱ آوریل ۱۹۳۲ اولین فیلم ناطق تایلندی به نام گمراه رفته توسط کمپانی برادران واوات ساخته شد. فیلمی که در دوره اصلاحات سیاسی یک فیلم ایدئولوژیک در نظر گرفته می‌شد. این فیلم به موفقیت بزرگی دست پیدا کرد و سبب‌ساز، ساخت فیلم‌های بیشتر تا سال ۱۹۴۴ گردید. این دوره توسط محققان به عنوان «عصر طلایی» برای صنعت فیلم تایلند تلقی می‌شود.

### آشپزی تایلندی
آشپزی تایلندی شامل طبخ غذای ملی تایلند است. پخت‌وپز تایلندی تأکید زیادی بر غذاهای سبک تهیه شده با اجزای معطر قوی و چاشنی تند دارد. سرآشپز تایلندی مک دانگ غذای تایلندی را به عنوان «پیچیدگی، توجه به جزئیات، بافت، رنگ، طعم، و استفاده از مواد با فواید دارویی، و همچنین عطر و طعم خوب» و همچنین مراقبت از ظاهر، بو و مواد غذایی توصیف می‌کند. سرآشپز استرالیایی دیوید تامپسون، متخصص غذای تایلندی، مشاهده می‌کند که برخلاف بسیاری از غذاهای دیگر، آشپزی تایلندی "در مورد شعبده بازی با عناصر متفاوت برای ایجاد یک پایان هماهنگ است. مانند یک آکورد پیچیده موسیقی، باید سطح صاف داشته باشد اما مهم نیست که در زیر آن چه اتفاقی می‌افتد. در اینجا سادگی امر ساده‌ای نیست. "

غذاهای تایلندی سنتی به چهار دسته طبقه‌بندی می: تام (ظروف آب‌پز)، یام (سالاد تند)، تم (غذاهای زد)، و گاینگ (ادویه کاری) که از پخت‌وپز چینی ناشی می‌شود.

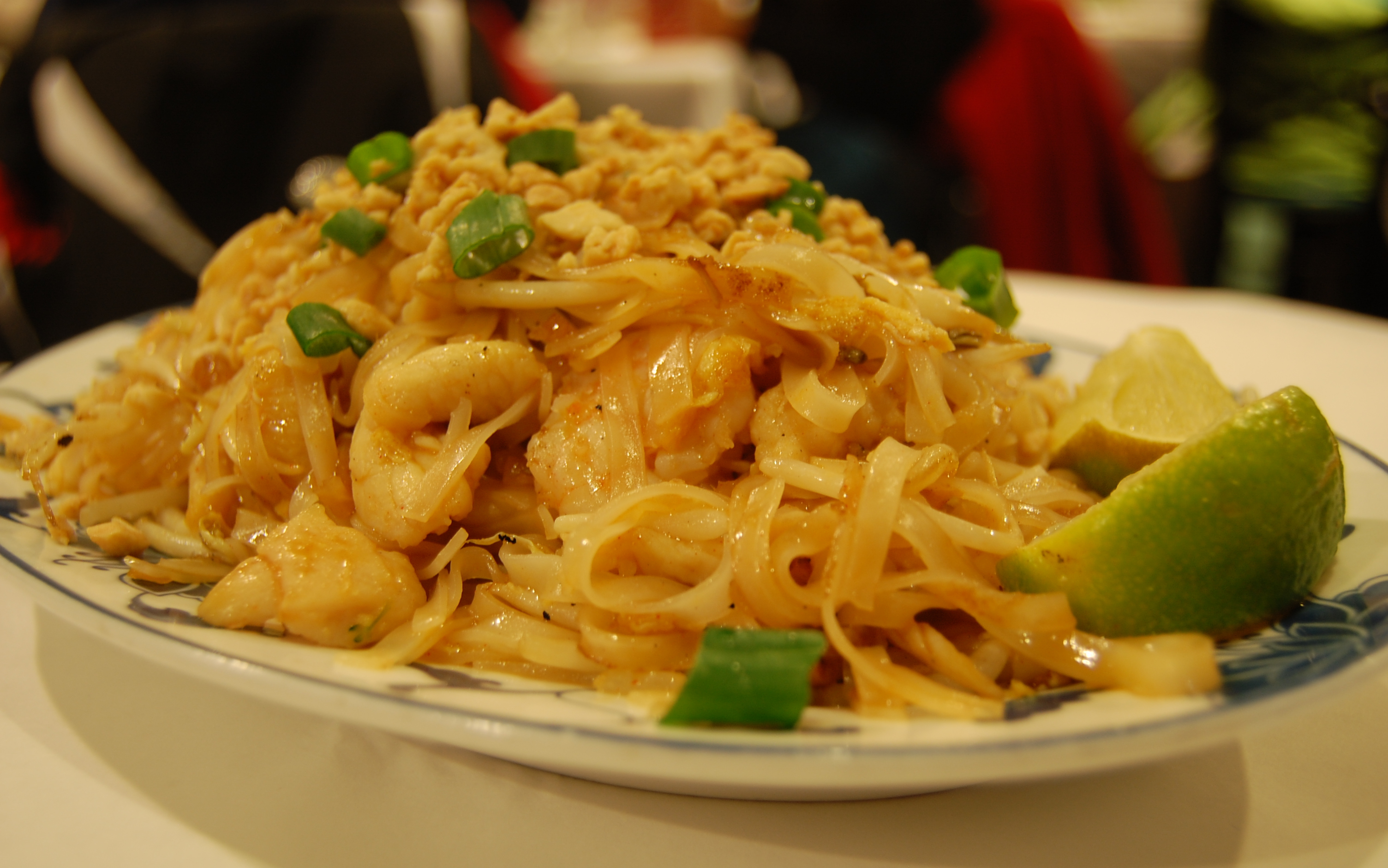
پد تایلندی
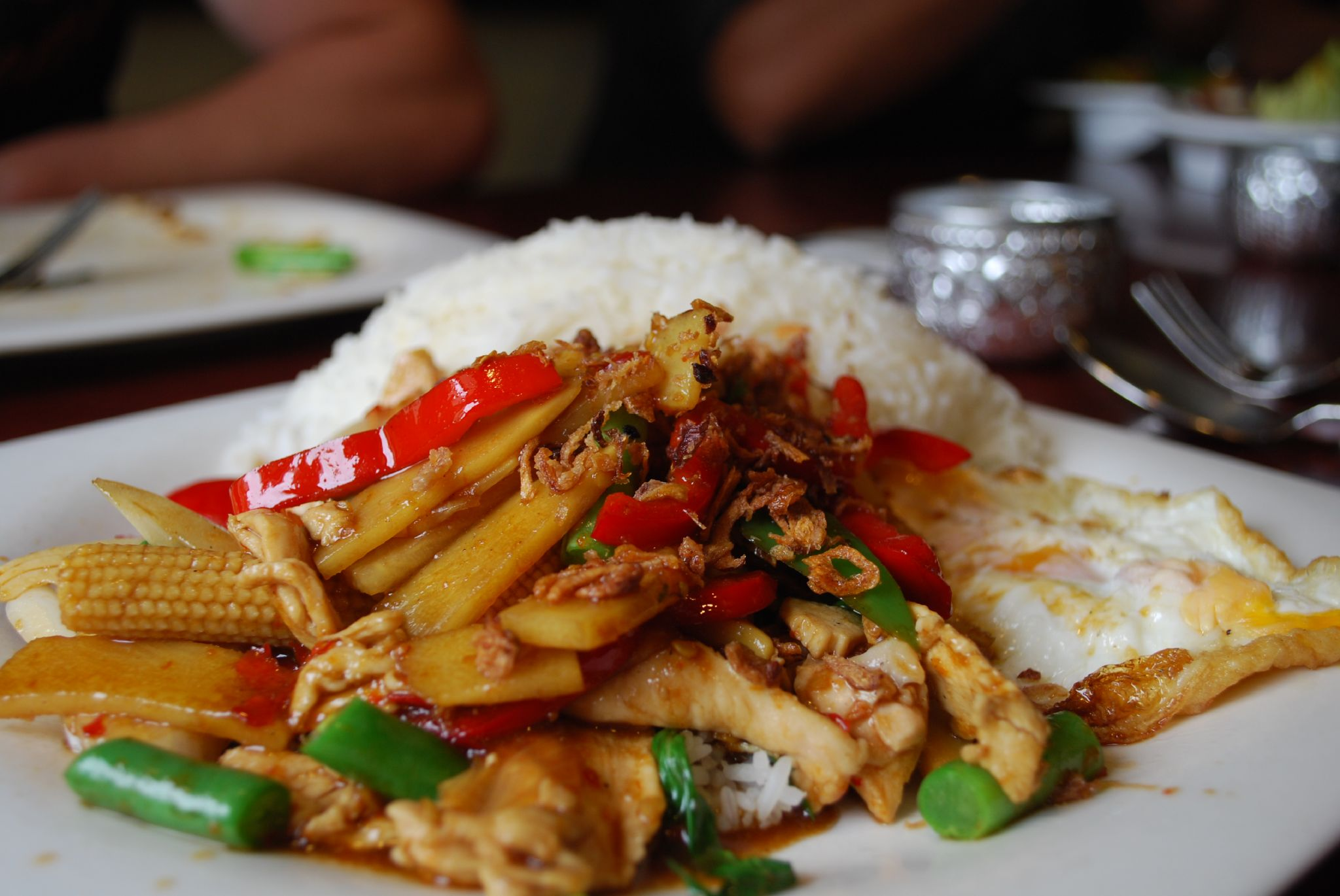
فات کاپرائو کای
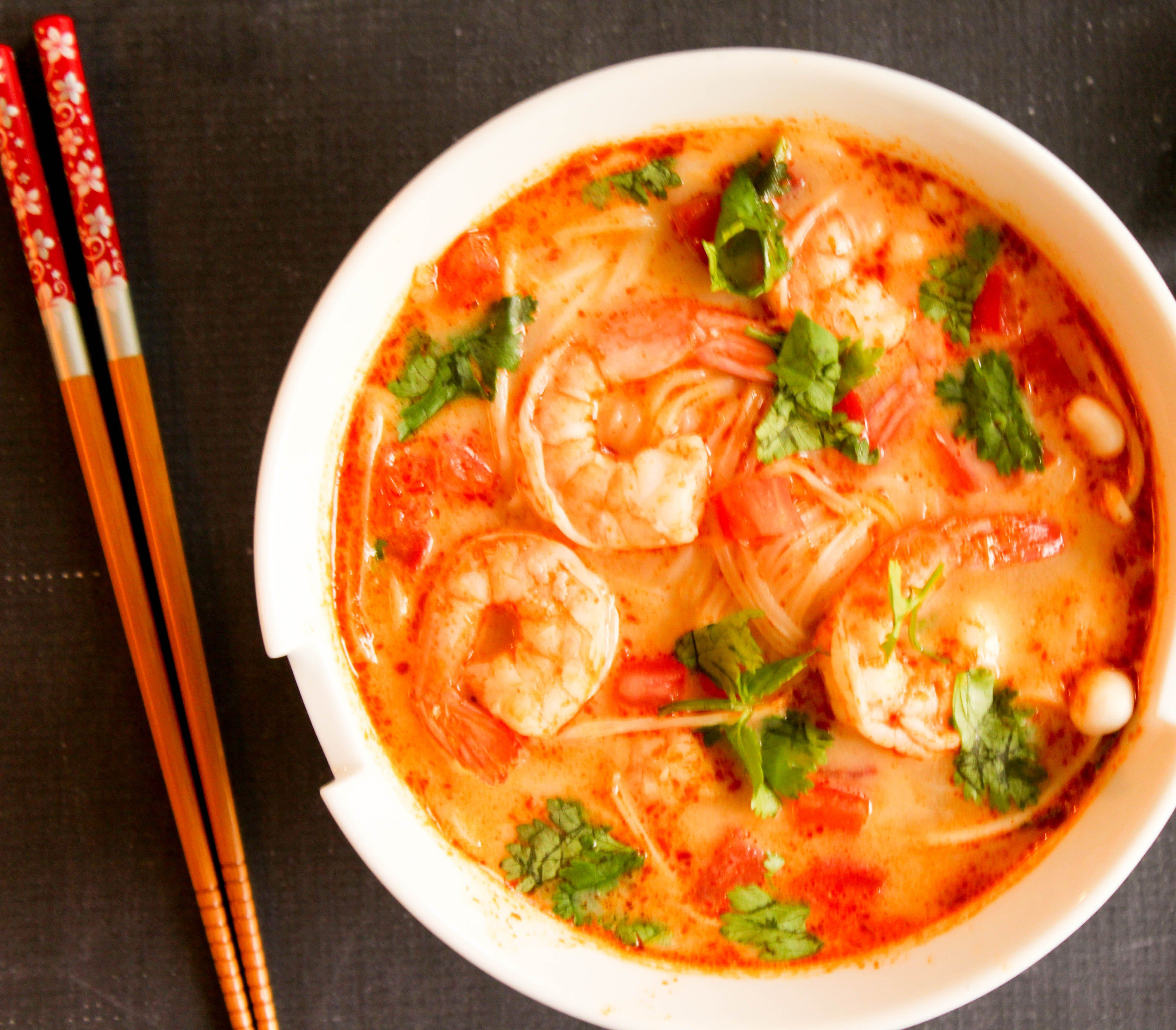
تام یام گونگ
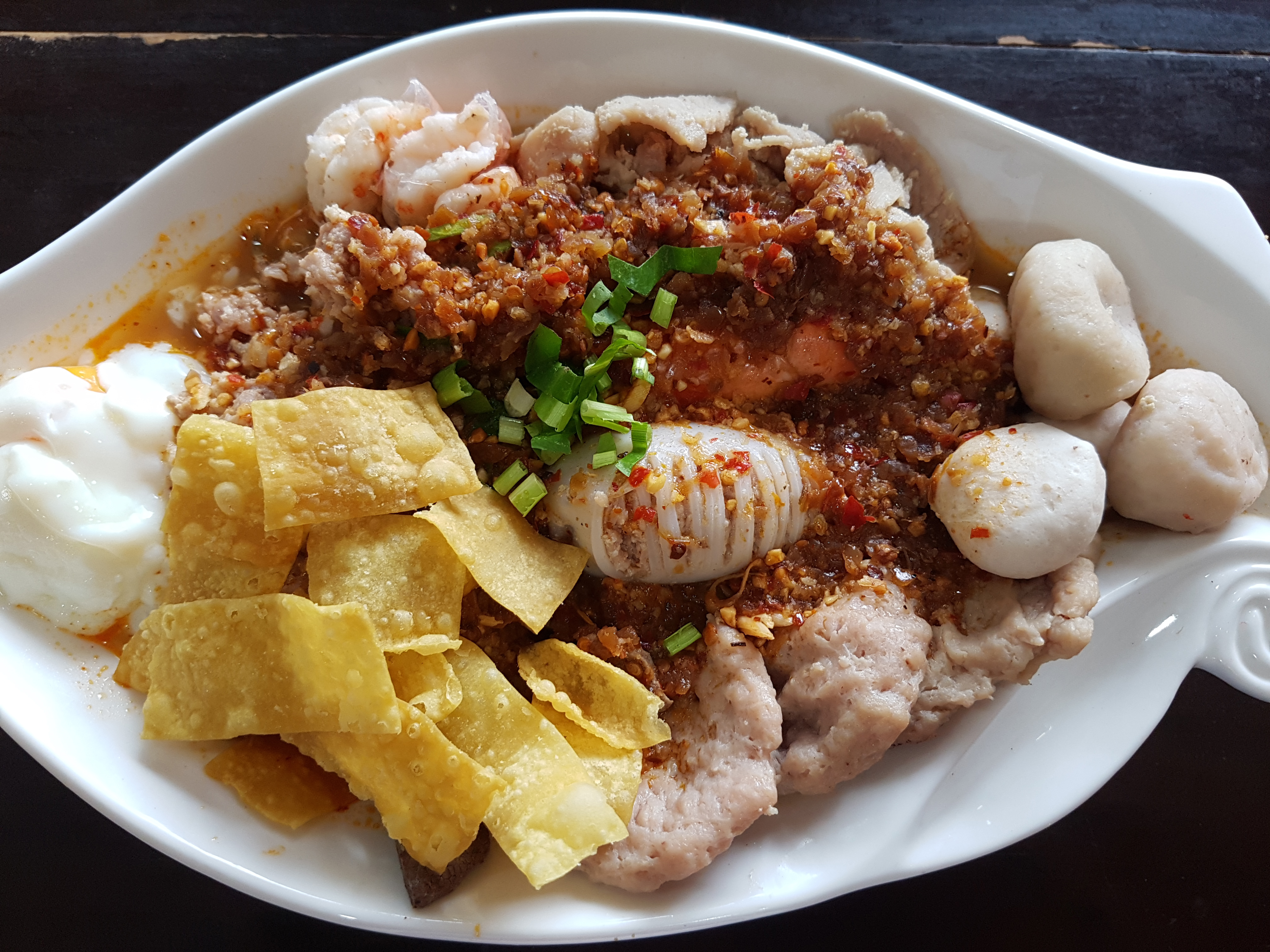
تام یوم کووی تیو
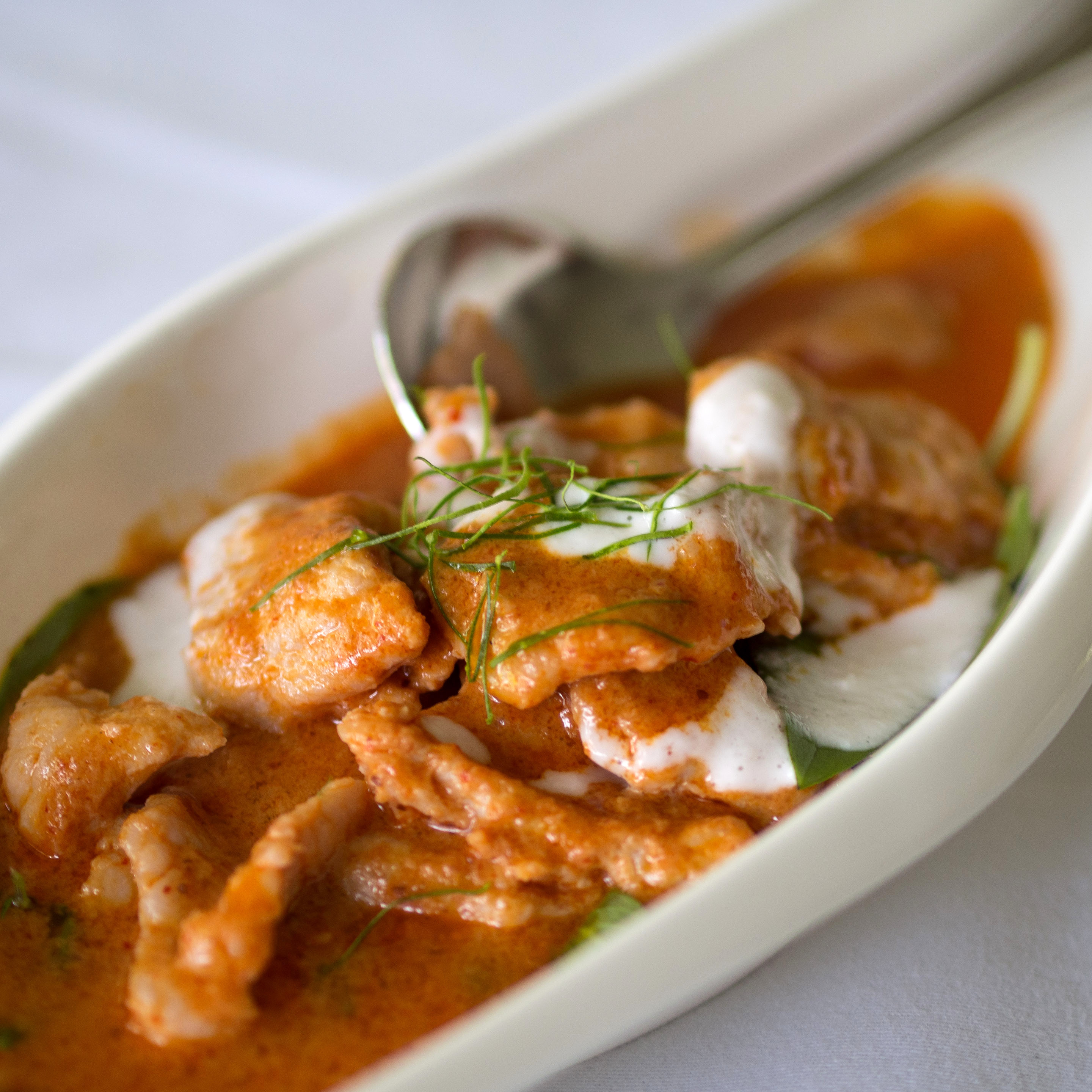
کاری پاننگ
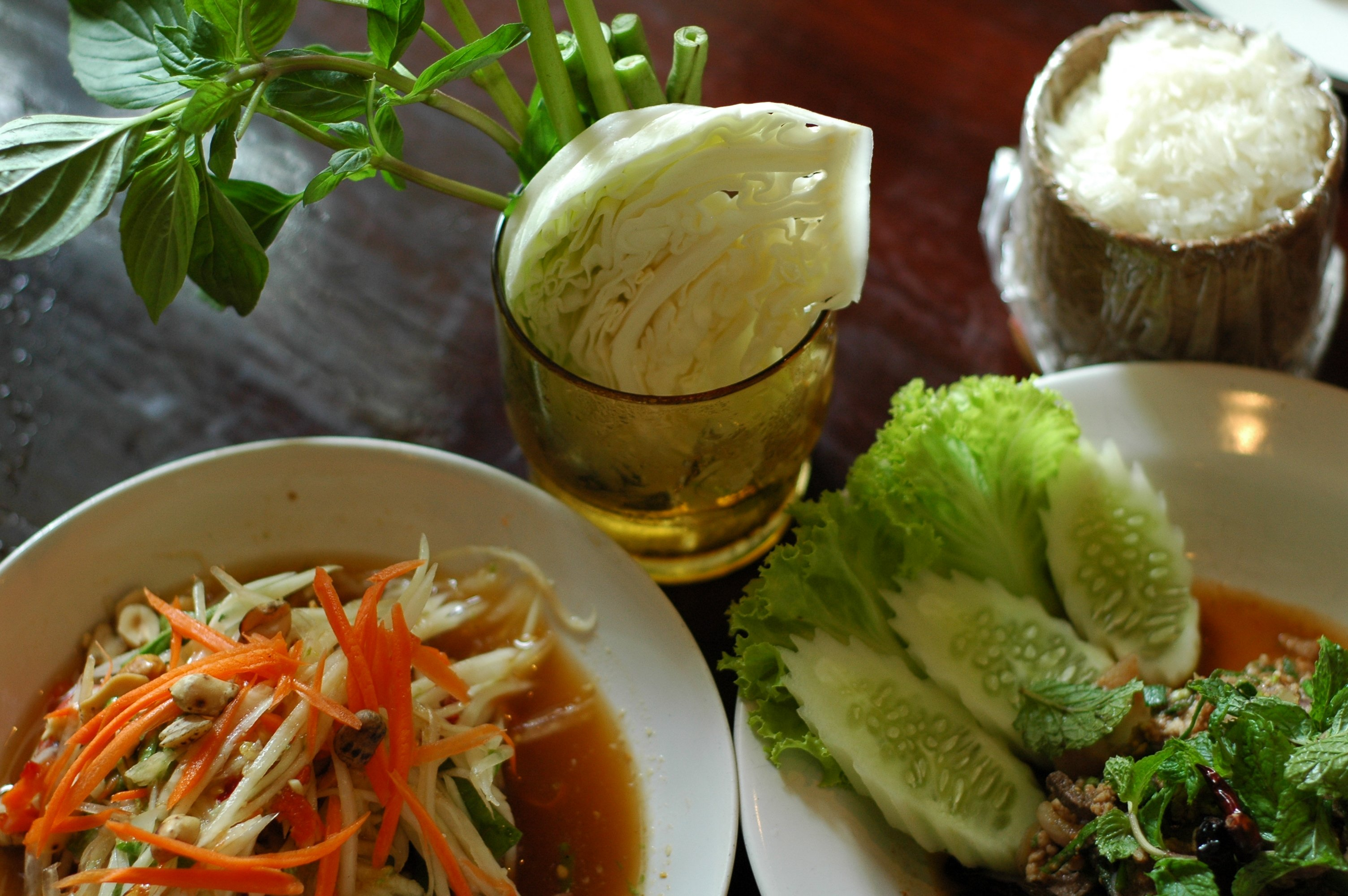
سام تام
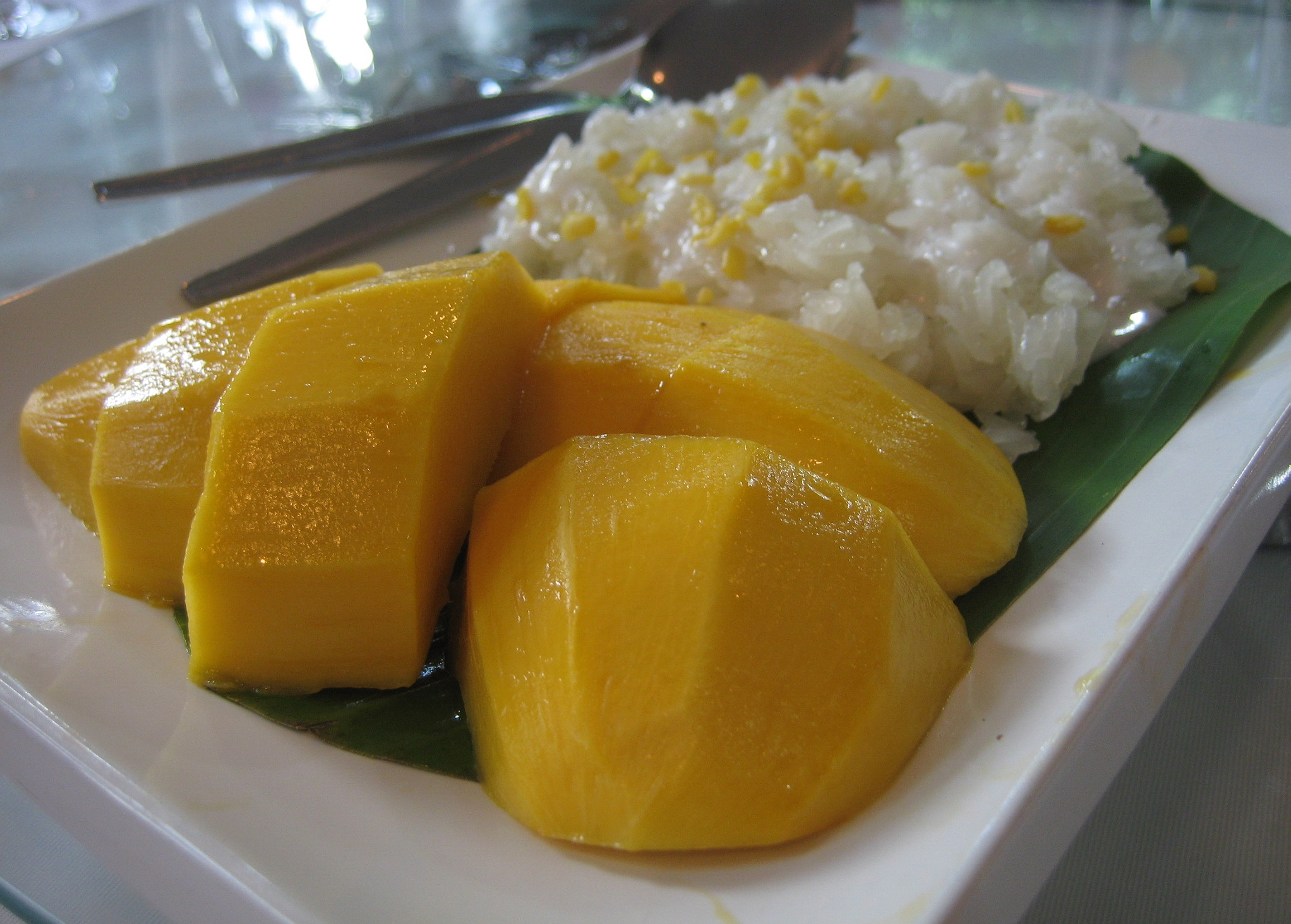
گیائو نیائو ماموانگ

در سال ۲۰۱۷، هفت غذای تایلندی در لیست «۵۰ غذای برتر جهان» در یک نظرسنجی آنلاین از ۳۵۰۰۰ نفر در سراسر جهان که توسط CNN Travel، انجام شد قرار گرفتند. غذاهای تایلند بیش از هر کشور دیگری در این این فهرست بود. آنها عبارتند از: تام یام گونگ (رتبه ۴)، پد تایلندی (۵)، سوم تام (۶)، کاری ماسامان (۱۰)، کاری سبز (۱۹)، برنج سرخ شده تایلندی (۲۴) و مو نام توک (۳۶).

### موای تای
موی‌تای به معنی مبارزه تایلندی است. موی به معنی مبارزه و تای نیز یعنی تایلند این رشتهٔ ورزشی دارای قدمتی بیش از ۳۰۰۰ سال در کشورهای تایلند و میانمار و کامبوج و مالزی می‌باشد موی‌تای ورزش ملی تایلند و یکی از مهم‌ترین نمادهای فرهنگی این کشور است روز ۱۷ مارس در این کشور روز موی‌تای نامیده شده است.
موی‌تای یکی از سبک‌های آزاد ورزش‌های رزمی است مبارزات آن به صورت فول کنتاکت و در رینگ برگزار می‌شود و به همین دلیل از موی‌تای به عنوان یک رشته خشن و سخت رزمی در دنیا یاد می‌شود.
فنون مشت‌زنی در موی‌تای شباهت زیادی به بوکس دارند و وجود فنون گلاویزی این رشته را به کیک بوکسینگ و ساندا نزدیک ساخته است.

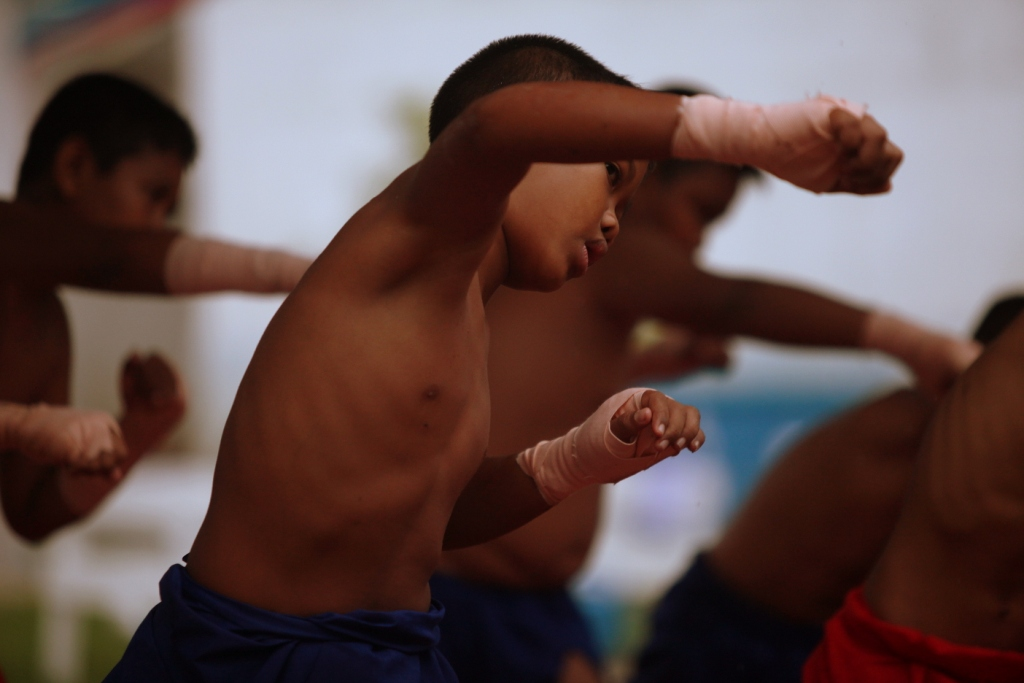
کودکان مدرسه ای محلی در تایلند موی تای را به نمایش می‌گذارند.

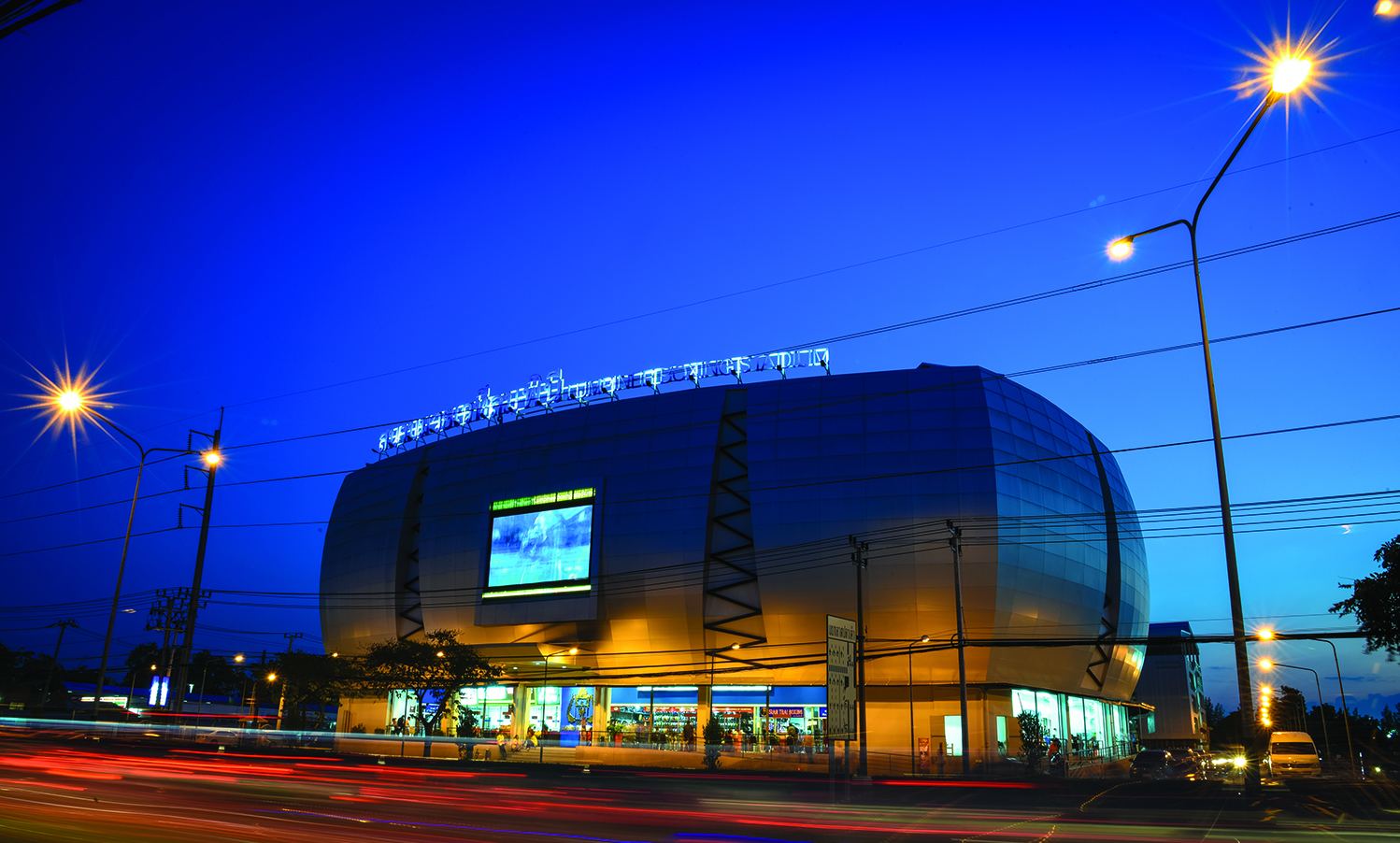
ورزشگاه بوکس Lumpinee

## شهرهای تفریحی تایلند

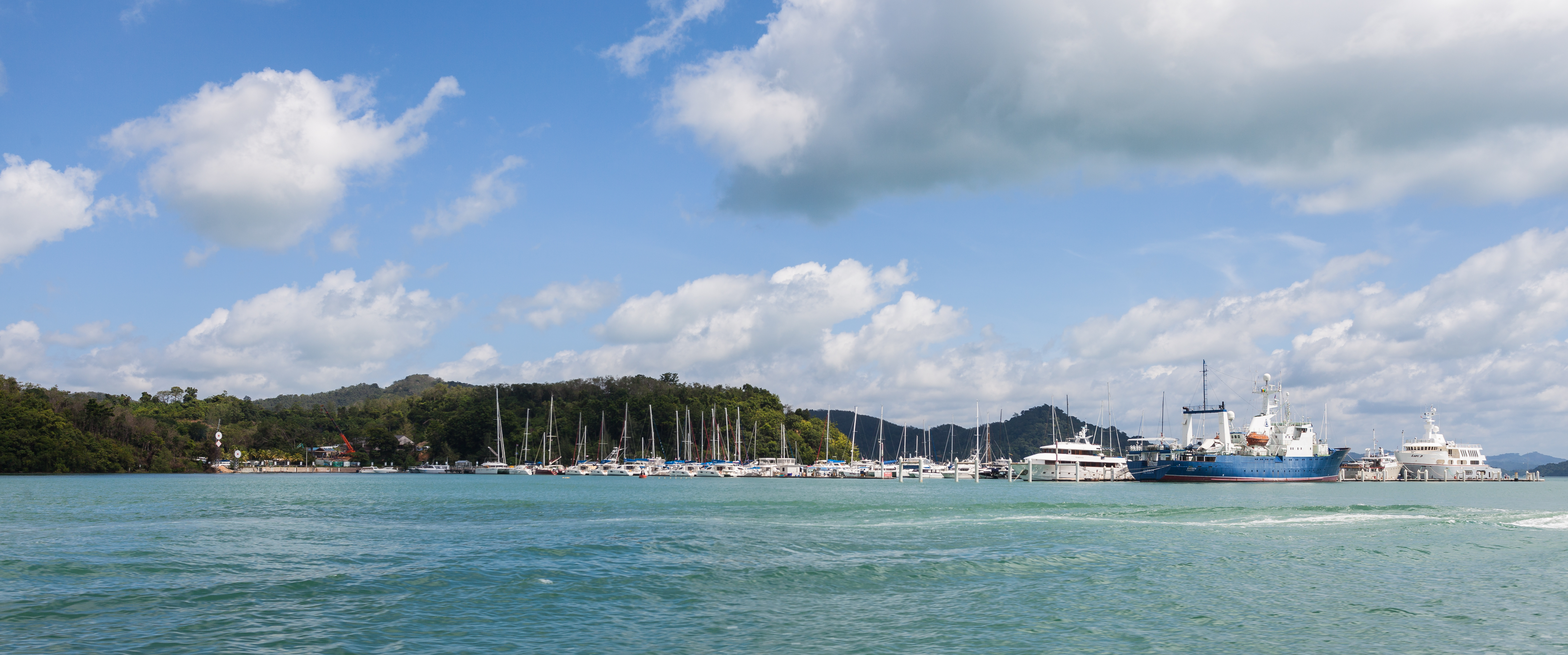
بندر Ao Por در پوکت

- بانکوک
- ساموئی
- پاتایا
- پوکت
- سکا